# Lista de asteroides (392001-393000)
Esta é uma lista parcial de asteroides, do asteroide número 392001 até o 393000, inclusive. Veja também o índice com todas as listas disponíveis.

| Objeto Próximos à Terra | Cinturão de asteroides (interno) | Cinturão de asteroides (externo) | Centauro       |
| Cruzador de Marte       | Cinturão de asteroides (meio)    | Troianos de Júpiter              | Transnetuniano |

Veja mais dados de cada asteroide na ligação externa para o Minor Planet Center na última coluna.
Índice: 392001... 392101... 392201... 392301... 392401... 392501... 392601... 392701... 392801... 392901... 

## 392001–392100
| Designação | Designação | Descoberta  | Descoberta      | Descobridor(es)     | Categoria | Mais informações / Referência |
| Permanente | Provisória | Data        | Local           | Descobridor(es)     | Categoria | Mais informações / Referência |
| ---------- | ---------- | ----------- | --------------- | ------------------- | --------- | ----------------------------- |
| 392001     | 2008 YH124 | 4 dez 2008  | Mount Lemmon    | Mount Lemmon Survey | —         | MPC                           |
| 392002     | 2008 YK127 | 30 dez 2008 | Kitt Peak       | Spacewatch          | —         | MPC                           |
| 392003     | 2008 YJ133 | 29 dez 2008 | Kitt Peak       | Spacewatch          | —         | MPC                           |
| 392004     | 2008 YJ136 | 30 dez 2008 | Kitt Peak       | Spacewatch          | —         | MPC                           |
| 392005     | 2008 YH140 | 30 dez 2008 | Mount Lemmon    | Mount Lemmon Survey | —         | MPC                           |
| 392006     | 2008 YF146 | 30 dez 2008 | Kitt Peak       | Spacewatch          | —         | MPC                           |
| 392007     | 2008 YO153 | 21 dez 2008 | Kitt Peak       | Spacewatch          | —         | MPC                           |
| 392008     | 2008 YC158 | 30 dez 2008 | Mount Lemmon    | Mount Lemmon Survey | —         | MPC                           |
| 392009     | 2008 YV161 | 11 out 2007 | Mount Lemmon    | Mount Lemmon Survey | —         | MPC                           |
| 392010     | 2008 YQ167 | 21 dez 2008 | Kitt Peak       | Spacewatch          | —         | MPC                           |
| 392011     | 2008 YG169 | 22 dez 2008 | Mount Lemmon    | Mount Lemmon Survey | —         | MPC                           |
| 392012     | 2009 AN4   | 1 jan 2009  | Kitt Peak       | Spacewatch          | —         | MPC                           |
| 392013     | 2009 AL9   | 2 jan 2009  | Mount Lemmon    | Mount Lemmon Survey | —         | MPC                           |
| 392014     | 2009 AG11  | 2 jan 2009  | Mount Lemmon    | Mount Lemmon Survey | —         | MPC                           |
| 392015     | 2009 AO14  | 2 jan 2009  | Mount Lemmon    | Mount Lemmon Survey | —         | MPC                           |
| 392016     | 2009 AK21  | 22 dez 2008 | Kitt Peak       | Spacewatch          | Eos       | MPC                           |
| 392017     | 2009 AX25  | 2 jan 2009  | Kitt Peak       | Spacewatch          | —         | MPC                           |
| 392018     | 2009 AZ35  | 24 out 2008 | Mount Lemmon    | Mount Lemmon Survey | —         | MPC                           |
| 392019     | 2009 AR46  | 3 jan 2009  | Mount Lemmon    | Mount Lemmon Survey | —         | MPC                           |
| 392020     | 2009 AW49  | 22 dez 2008 | Kitt Peak       | Spacewatch          | —         | MPC                           |
| 392021     | 2009 AW50  | 1 jan 2009  | Mount Lemmon    | Mount Lemmon Survey | —         | MPC                           |
| 392022     | 2009 BA2   | 17 jun 2005 | Mount Lemmon    | Mount Lemmon Survey | —         | MPC                           |
| 392023     | 2009 BS8   | 21 dez 2008 | Kitt Peak       | Spacewatch          | Eos       | MPC                           |
| 392024     | 2009 BR11  | 20 jan 2009 | Socorro         | LINEAR              | —         | MPC                           |
| 392025     | 2009 BS25  | 29 dez 2008 | Mount Lemmon    | Mount Lemmon Survey | —         | MPC                           |
| 392026     | 2009 BQ27  | 16 jan 2009 | Kitt Peak       | Spacewatch          | —         | MPC                           |
| 392027     | 2009 BL31  | 16 jan 2009 | Kitt Peak       | Spacewatch          | —         | MPC                           |
| 392028     | 2009 BM32  | 22 dez 2008 | Kitt Peak       | Spacewatch          | —         | MPC                           |
| 392029     | 2009 BQ32  | 16 jan 2009 | Kitt Peak       | Spacewatch          | —         | MPC                           |
| 392030     | 2009 BS32  | 16 jan 2009 | Kitt Peak       | Spacewatch          | —         | MPC                           |
| 392031     | 2009 BL35  | 16 jan 2009 | Kitt Peak       | Spacewatch          | —         | MPC                           |
| 392032     | 2009 BG41  | 16 jan 2009 | Kitt Peak       | Spacewatch          | —         | MPC                           |
| 392033     | 2009 BJ41  | 16 jan 2009 | Kitt Peak       | Spacewatch          | —         | MPC                           |
| 392034     | 2009 BW49  | 29 mar 2004 | Kitt Peak       | Spacewatch          | —         | MPC                           |
| 392035     | 2009 BV54  | 14 set 2007 | Mount Lemmon    | Mount Lemmon Survey | —         | MPC                           |
| 392036     | 2009 BE55  | 16 jan 2009 | Kitt Peak       | Spacewatch          | Maria     | MPC                           |
| 392037     | 2009 BP67  | 20 jan 2009 | Kitt Peak       | Spacewatch          | —         | MPC                           |
| 392038     | 2009 BH72  | 8 out 2007  | Catalina        | CSS                 | —         | MPC                           |
| 392039     | 2009 BP76  | 27 jan 2009 | Purple Mountain | PMO NEO             | —         | MPC                           |
| 392040     | 2009 BZ86  | 25 jan 2009 | Kitt Peak       | Spacewatch          | —         | MPC                           |
| 392041     | 2009 BN87  | 25 jan 2009 | Kitt Peak       | Spacewatch          | —         | MPC                           |
| 392042     | 2009 BL91  | 25 jan 2009 | Kitt Peak       | Spacewatch          | —         | MPC                           |
| 392043     | 2009 BY92  | 21 dez 2003 | Kitt Peak       | Spacewatch          | —         | MPC                           |
| 392044     | 2009 BO96  | 24 jan 2009 | Purple Mountain | PMO NEO             | —         | MPC                           |
| 392045     | 2009 BB108 | 29 jan 2009 | Mount Lemmon    | Mount Lemmon Survey | —         | MPC                           |
| 392046     | 2009 BF110 | 31 jan 2009 | Mount Lemmon    | Mount Lemmon Survey | —         | MPC                           |
| 392047     | 2009 BT110 | 31 jan 2009 | Mount Lemmon    | Mount Lemmon Survey | —         | MPC                           |
| 392048     | 2009 BU116 | 29 jan 2009 | Mount Lemmon    | Mount Lemmon Survey | —         | MPC                           |
| 392049     | 2009 BB118 | 30 jan 2009 | Kitt Peak       | Spacewatch          | —         | MPC                           |
| 392050     | 2009 BE120 | 31 jan 2009 | Kitt Peak       | Spacewatch          | —         | MPC                           |
| 392051     | 2009 BZ129 | 2 abr 2005  | Mount Lemmon    | Mount Lemmon Survey | —         | MPC                           |
| 392052     | 2009 BG138 | 29 jan 2009 | Kitt Peak       | Spacewatch          | —         | MPC                           |
| 392053     | 2009 BC142 | 30 jan 2009 | Kitt Peak       | Spacewatch          | —         | MPC                           |
| 392054     | 2009 BC167 | 31 jan 2009 | Kitt Peak       | Spacewatch          | —         | MPC                           |
| 392055     | 2009 BQ170 | 16 jan 2009 | Kitt Peak       | Spacewatch          | —         | MPC                           |
| 392056     | 2009 BO172 | 18 jan 2009 | Mount Lemmon    | Mount Lemmon Survey | —         | MPC                           |
| 392057     | 2009 BT177 | 31 jan 2009 | Kitt Peak       | Spacewatch          | Brangane  | MPC                           |
| 392058     | 2009 BS178 | 25 jan 2009 | Kitt Peak       | Spacewatch          | —         | MPC                           |
| 392059     | 2009 BP182 | 18 jan 2009 | Kitt Peak       | Spacewatch          | —         | MPC                           |
| 392060     | 2009 BP183 | 17 jan 2009 | Kitt Peak       | Spacewatch          | —         | MPC                           |
| 392061     | 2009 BF185 | 10 mar 2005 | Catalina        | CSS                 | —         | MPC                           |
| 392062     | 2009 BH186 | 17 jan 2009 | Kitt Peak       | Spacewatch          | —         | MPC                           |
| 392063     | 2009 BR189 | 20 jan 2009 | Socorro         | LINEAR              | —         | MPC                           |
| 392064     | 2009 CB26  | 1 fev 2009  | Kitt Peak       | Spacewatch          | —         | MPC                           |
| 392065     | 2009 CC34  | 2 fev 2009  | Mount Lemmon    | Mount Lemmon Survey | —         | MPC                           |
| 392066     | 2009 CB36  | 1 dez 2008  | Mount Lemmon    | Mount Lemmon Survey | —         | MPC                           |
| 392067     | 2009 CL37  | 4 fev 2009  | Mount Lemmon    | Mount Lemmon Survey | —         | MPC                           |
| 392068     | 2009 CO40  | 13 fev 2009 | Kitt Peak       | Spacewatch          | —         | MPC                           |
| 392069     | 2009 CO41  | 13 fev 2009 | Kitt Peak       | Spacewatch          | —         | MPC                           |
| 392070     | 2009 CB55  | 14 fev 2009 | La Sagra        | Mallorca Obs.       | —         | MPC                           |
| 392071     | 2009 CP56  | 5 nov 2007  | Kitt Peak       | Spacewatch          | —         | MPC                           |
| 392072     | 2009 CR64  | 4 fev 2009  | Mount Lemmon    | Mount Lemmon Survey | —         | MPC                           |
| 392073     | 2009 DP6   | 17 fev 2009 | Kitt Peak       | Spacewatch          | —         | MPC                           |
| 392074     | 2009 DT11  | 17 fev 2009 | Socorro         | LINEAR              | —         | MPC                           |
| 392075     | 2009 DQ15  | 19 jan 2009 | Mount Lemmon    | Mount Lemmon Survey | —         | MPC                           |
| 392076     | 2009 DO18  | 25 jan 2009 | Kitt Peak       | Spacewatch          | —         | MPC                           |
| 392077     | 2009 DS26  | 22 fev 2009 | Calar Alto      | F. Hormuth          | —         | MPC                           |
| 392078     | 2009 DC32  | 20 fev 2009 | Kitt Peak       | Spacewatch          | —         | MPC                           |
| 392079     | 2009 DC34  | 20 fev 2009 | Kitt Peak       | Spacewatch          | Ursula    | MPC                           |
| 392080     | 2009 DV34  | 20 fev 2009 | Kitt Peak       | Spacewatch          | —         | MPC                           |
| 392081     | 2009 DL36  | 29 jan 2009 | Catalina        | CSS                 | —         | MPC                           |
| 392082     | 2009 DJ45  | 26 fev 2009 | Socorro         | LINEAR              | —         | MPC                           |
| 392083     | 2009 DN56  | 22 fev 2009 | Kitt Peak       | Spacewatch          | —         | MPC                           |
| 392084     | 2009 DY59  | 22 fev 2009 | Kitt Peak       | Spacewatch          | —         | MPC                           |
| 392085     | 2009 DW64  | 30 jan 2009 | Mount Lemmon    | Mount Lemmon Survey | —         | MPC                           |
| 392086     | 2009 DB65  | 20 fev 2009 | Kitt Peak       | Spacewatch          | —         | MPC                           |
| 392087     | 2009 DC73  | 3 fev 2009  | Mount Lemmon    | Mount Lemmon Survey | —         | MPC                           |
| 392088     | 2009 DL77  | 22 fev 2009 | Mount Lemmon    | Mount Lemmon Survey | Eos       | MPC                           |
| 392089     | 2009 DV85  | 27 fev 2009 | Kitt Peak       | Spacewatch          | —         | MPC                           |
| 392090     | 2009 DR98  | 26 fev 2009 | Kitt Peak       | Spacewatch          | —         | MPC                           |
| 392091     | 2009 DW100 | 1 out 2000  | Socorro         | LINEAR              | —         | MPC                           |
| 392092     | 2009 DG102 | 26 fev 2009 | Kitt Peak       | Spacewatch          | Eos       | MPC                           |
| 392093     | 2009 DU107 | 24 fev 2009 | Mount Lemmon    | Mount Lemmon Survey | —         | MPC                           |
| 392094     | 2009 DU109 | 19 fev 2009 | Catalina        | CSS                 | —         | MPC                           |
| 392095     | 2009 DK117 | 27 fev 2009 | Kitt Peak       | Spacewatch          | —         | MPC                           |
| 392096     | 2009 DT122 | 27 fev 2009 | Kitt Peak       | Spacewatch          | —         | MPC                           |
| 392097     | 2009 DZ126 | 20 fev 2009 | Kitt Peak       | Spacewatch          | —         | MPC                           |
| 392098     | 2009 DA130 | 27 fev 2009 | Kitt Peak       | Spacewatch          | —         | MPC                           |
| 392099     | 2009 DH130 | 28 fev 2009 | Kitt Peak       | Spacewatch          | —         | MPC                           |
| 392100     | 2009 DW131 | 20 fev 2009 | Kitt Peak       | Spacewatch          | —         | MPC                           |

## 392101–392200
| Designação         | Designação | Descoberta  | Descoberta      | Descobridor(es)       | Categoria | Mais informações / Referência |
| Permanente         | Provisória | Data        | Local           | Descobridor(es)       | Categoria | Mais informações / Referência |
| ------------------ | ---------- | ----------- | --------------- | --------------------- | --------- | ----------------------------- |
| 392101             | 2009 DQ133 | 27 fev 2009 | Mount Lemmon    | Mount Lemmon Survey   | —         | MPC                           |
| 392102             | 2009 DR138 | 20 fev 2009 | Kitt Peak       | Spacewatch            | —         | MPC                           |
| 392103             | 2009 DF139 | 27 fev 2009 | Kitt Peak       | Spacewatch            | —         | MPC                           |
| 392104             | 2009 DG140 | 19 fev 2009 | Catalina        | CSS                   | —         | MPC                           |
| 392105             | 2009 DD142 | 22 fev 2009 | Kitt Peak       | Spacewatch            | —         | MPC                           |
| 392106             | 2009 EA4   | 15 mar 2009 | La Sagra        | Mallorca Obs.         | —         | MPC                           |
| 392107             | 2009 EX10  | 2 mar 2009  | Kitt Peak       | Spacewatch            | —         | MPC                           |
| 392108             | 2009 EY19  | 30 dez 2008 | Mount Lemmon    | Mount Lemmon Survey   | —         | MPC                           |
| 392109             | 2009 EN20  | 15 mar 2009 | La Sagra        | Mallorca Obs.         | —         | MPC                           |
| 392110             | 2009 EK21  | 3 mar 2009  | Catalina        | CSS                   | —         | MPC                           |
| 392111             | 2009 EU24  | 3 mar 2009  | Kitt Peak       | Spacewatch            | —         | MPC                           |
| 392112             | 2009 EV25  | 31 jan 2009 | Mount Lemmon    | Mount Lemmon Survey   | —         | MPC                           |
| 392113             | 2009 EX27  | 2 mar 2009  | Kitt Peak       | Spacewatch            | —         | MPC                           |
| 392114             | 2009 FP7   | 16 mar 2009 | Kitt Peak       | Spacewatch            | —         | MPC                           |
| 392115             | 2009 FL17  | 17 mar 2009 | Catalina        | CSS                   | —         | MPC                           |
| 392116             | 2009 FW17  | 18 mar 2009 | La Sagra        | Mallorca Obs.         | —         | MPC                           |
| 392117             | 2009 FA18  | 11 fev 2004 | Kitt Peak       | Spacewatch            | —         | MPC                           |
| 392118             | 2009 FZ20  | 19 mar 2009 | Kitt Peak       | Spacewatch            | —         | MPC                           |
| 392119             | 2009 FZ27  | 22 mar 2009 | Catalina        | CSS                   | —         | MPC                           |
| 392120 Heidiursula | 2009 FK30  | 18 mar 2009 | Zadko           | M. Todd               | —         | MPC                           |
| 392121             | 2009 FU31  | 23 mar 2004 | Kitt Peak       | Spacewatch            | —         | MPC                           |
| 392122             | 2009 FE38  | 26 mar 2009 | Kitt Peak       | Spacewatch            | —         | MPC                           |
| 392123             | 2009 FO40  | 16 mar 2009 | Purple Mountain | PMO NEO               | —         | MPC                           |
| 392124             | 2009 FT40  | 18 mar 2009 | Mount Lemmon    | Mount Lemmon Survey   | Chimaera  | MPC                           |
| 392125             | 2009 FX46  | 27 mar 2009 | Kitt Peak       | Spacewatch            | —         | MPC                           |
| 392126             | 2009 FG49  | 17 fev 2004 | Kitt Peak       | Spacewatch            | Eos       | MPC                           |
| 392127             | 2009 FY55  | 18 mar 2009 | Catalina        | CSS                   | —         | MPC                           |
| 392128             | 2009 FM60  | 18 mar 2009 | Mount Lemmon    | Mount Lemmon Survey   | —         | MPC                           |
| 392129             | 2009 FR63  | 29 mar 2009 | Kitt Peak       | Spacewatch            | —         | MPC                           |
| 392130             | 2009 FD69  | 16 mar 2009 | Kitt Peak       | Spacewatch            | —         | MPC                           |
| 392131             | 2009 FG69  | 16 mar 2009 | Kitt Peak       | Spacewatch            | —         | MPC                           |
| 392132             | 2009 FO71  | 30 mar 2009 | Mount Lemmon    | Mount Lemmon Survey   | —         | MPC                           |
| 392133             | 2009 FZ71  | 17 mar 2009 | Kitt Peak       | Spacewatch            | —         | MPC                           |
| 392134             | 2009 FR75  | 26 set 2006 | Mount Lemmon    | Mount Lemmon Survey   | —         | MPC                           |
| 392135             | 2009 GH4   | 19 jan 2008 | Mount Lemmon    | Mount Lemmon Survey   | —         | MPC                           |
| 392136             | 2009 GJ6   | 1 abr 2009  | Mount Lemmon    | Mount Lemmon Survey   | —         | MPC                           |
| 392137             | 2009 HW    | 16 abr 2009 | Catalina        | CSS                   | —         | MPC                           |
| 392138             | 2009 HY1   | 29 mar 2009 | Kitt Peak       | Spacewatch            | —         | MPC                           |
| 392139             | 2009 HX5   | 17 abr 2009 | Catalina        | CSS                   | —         | MPC                           |
| 392140             | 2009 HD11  | 18 abr 2009 | Mount Lemmon    | Mount Lemmon Survey   | Brangane  | MPC                           |
| 392141             | 2009 HW15  | 19 jan 2009 | Mount Lemmon    | Mount Lemmon Survey   | —         | MPC                           |
| 392142 Solheim     | 2009 HV19  | 16 abr 2009 | Baldone         | K. Černis, I. Eglītis | —         | MPC                           |
| 392143             | 2009 HV26  | 18 abr 2009 | Kitt Peak       | Spacewatch            | —         | MPC                           |
| 392144             | 2009 HN32  | 30 jan 2008 | Mount Lemmon    | Mount Lemmon Survey   | Ursula    | MPC                           |
| 392145             | 2009 HN37  | 24 fev 2009 | Mount Lemmon    | Mount Lemmon Survey   | Juno      | MPC                           |
| 392146             | 2009 HB39  | 18 abr 2009 | Kitt Peak       | Spacewatch            | Brangane  | MPC                           |
| 392147             | 2009 HC39  | 18 abr 2009 | Kitt Peak       | Spacewatch            | —         | MPC                           |
| 392148             | 2009 HF39  | 18 abr 2009 | Kitt Peak       | Spacewatch            | —         | MPC                           |
| 392149             | 2009 HQ40  | 20 abr 2009 | Kitt Peak       | Spacewatch            | —         | MPC                           |
| 392150             | 2009 HO49  | 21 abr 2009 | Kitt Peak       | Spacewatch            | —         | MPC                           |
| 392151             | 2009 HJ51  | 21 abr 2009 | Kitt Peak       | Spacewatch            | —         | MPC                           |
| 392152             | 2009 HO65  | 23 abr 2009 | Kitt Peak       | Spacewatch            | —         | MPC                           |
| 392153             | 2009 HQ65  | 18 abr 2009 | Kitt Peak       | Spacewatch            | —         | MPC                           |
| 392154             | 2009 HG67  | 26 abr 2009 | Mount Lemmon    | Mount Lemmon Survey   | —         | MPC                           |
| 392155             | 2009 HH69  | 21 mar 2009 | Kitt Peak       | Spacewatch            | —         | MPC                           |
| 392156             | 2009 HJ83  | 24 mar 2009 | Mount Lemmon    | Mount Lemmon Survey   | Brangane  | MPC                           |
| 392157             | 2009 HB84  | 1 mar 2009  | Mount Lemmon    | Mount Lemmon Survey   | —         | MPC                           |
| 392158             | 2009 HV93  | 30 abr 2009 | Kitt Peak       | Spacewatch            | —         | MPC                           |
| 392159             | 2009 HE96  | 17 abr 2009 | Kitt Peak       | Spacewatch            | —         | MPC                           |
| 392160             | 2009 HK99  | 20 abr 2009 | Mount Lemmon    | Mount Lemmon Survey   | —         | MPC                           |
| 392161             | 2009 HM99  | 21 abr 2009 | Kitt Peak       | Spacewatch            | Brangane  | MPC                           |
| 392162             | 2009 HX100 | 29 abr 2009 | Kitt Peak       | Spacewatch            | —         | MPC                           |
| 392163             | 2009 HL104 | 27 abr 2009 | Kitt Peak       | Spacewatch            | —         | MPC                           |
| 392164             | 2009 JT1   | 6 mai 2009  | La Sagra        | Mallorca Obs.         | —         | MPC                           |
| 392165             | 2009 JH3   | 18 abr 2009 | Kitt Peak       | Spacewatch            | —         | MPC                           |
| 392166             | 2009 JS4   | 13 mai 2009 | Kitt Peak       | Spacewatch            | —         | MPC                           |
| 392167             | 2009 JC7   | 13 mai 2009 | Mount Lemmon    | Mount Lemmon Survey   | —         | MPC                           |
| 392168             | 2009 JV9   | 24 mar 2009 | Mount Lemmon    | Mount Lemmon Survey   | —         | MPC                           |
| 392169             | 2009 JO16  | 15 mai 2009 | Kitt Peak       | Spacewatch            | —         | MPC                           |
| 392170             | 2009 JZ17  | 1 mai 2009  | Kitt Peak       | Spacewatch            | —         | MPC                           |
| 392171             | 2009 KG1   | 17 mai 2009 | Dauban          | F. Kugel              | —         | MPC                           |
| 392172             | 2009 KP2   | 20 abr 2009 | Kitt Peak       | Spacewatch            | —         | MPC                           |
| 392173             | 2009 KP6   | 25 mai 2009 | Mount Lemmon    | Mount Lemmon Survey   | —         | MPC                           |
| 392174             | 2009 KM9   | 30 abr 2009 | Kitt Peak       | Spacewatch            | Brangane  | MPC                           |
| 392175             | 2009 KZ13  | 26 mai 2009 | Kitt Peak       | Spacewatch            | —         | MPC                           |
| 392176             | 2009 KK14  | 17 abr 2009 | Mount Lemmon    | Mount Lemmon Survey   | —         | MPC                           |
| 392177             | 2009 KM19  | 28 mai 2009 | Kitt Peak       | Spacewatch            | —         | MPC                           |
| 392178             | 2009 KN19  | 28 mai 2009 | Kitt Peak       | Spacewatch            | —         | MPC                           |
| 392179             | 2009 LZ2   | 12 jun 2009 | Kitt Peak       | Spacewatch            | —         | MPC                           |
| 392180             | 2009 LO6   | 1 jun 2009  | Catalina        | CSS                   | Juno      | MPC                           |
| 392181             | 2009 LZ6   | 1 jun 2009  | Mount Lemmon    | Mount Lemmon Survey   | —         | MPC                           |
| 392182             | 2009 MG    | 17 jun 2009 | Skylive         | F. Tozzi              | —         | MPC                           |
| 392183             | 2009 PA    | 1 ago 2009  | Siding Spring   | SSS                   | —         | MPC                           |
| 392184             | 2009 QN6   | 19 out 1998 | Kitt Peak       | Spacewatch            | Mitidika  | MPC                           |
| 392185             | 2009 QR12  | 9 fev 2008  | Catalina        | CSS                   | Juno      | MPC                           |
| 392186             | 2009 QR21  | 8 abr 2008  | Catalina        | CSS                   | —         | MPC                           |
| 392187             | 2009 QJ32  | 20 ago 2009 | Kitt Peak       | Spacewatch            | Mitidika  | MPC                           |
| 392188             | 2009 RV68  | 15 set 2009 | Kitt Peak       | Spacewatch            | Vesta     | MPC                           |
| 392189             | 2009 SR30  | 16 set 2009 | Kitt Peak       | Spacewatch            | Vesta     | MPC                           |
| 392190             | 2009 SQ52  | 17 set 2009 | Kitt Peak       | Spacewatch            | —         | MPC                           |
| 392191             | 2009 SF58  | 17 set 2009 | Kitt Peak       | Spacewatch            | —         | MPC                           |
| 392192             | 2009 SP76  | 17 set 2009 | Kitt Peak       | Spacewatch            | Vesta     | MPC                           |
| 392193             | 2009 SQ121 | 18 set 2009 | Kitt Peak       | Spacewatch            | Vesta     | MPC                           |
| 392194             | 2009 SR133 | 18 set 2009 | Kitt Peak       | Spacewatch            | —         | MPC                           |
| 392195             | 2009 SD140 | 15 set 2009 | Kitt Peak       | Spacewatch            | Vesta     | MPC                           |
| 392196             | 2009 SU143 | 15 set 2009 | Kitt Peak       | Spacewatch            | Vesta     | MPC                           |
| 392197             | 2009 SQ163 | 21 set 2009 | Kitt Peak       | Spacewatch            | Vesta     | MPC                           |
| 392198             | 2009 ST245 | 26 set 2008 | Mount Lemmon    | Mount Lemmon Survey   | Vesta     | MPC                           |
| 392199             | 2009 SH248 | 23 set 2009 | Kitt Peak       | Spacewatch            | Vesta     | MPC                           |
| 392200             | 2009 SE252 | 16 set 2009 | Kitt Peak       | Spacewatch            | Vesta     | MPC                           |

## 392201–392300
| Designação | Designação | Descoberta  | Descoberta   | Descobridor(es)     | Categoria | Mais informações / Referência |
| Permanente | Provisória | Data        | Local        | Descobridor(es)     | Categoria | Mais informações / Referência |
| ---------- | ---------- | ----------- | ------------ | ------------------- | --------- | ----------------------------- |
| 392201     | 2009 SL257 | 21 set 2009 | Mount Lemmon | Mount Lemmon Survey | Vesta     | MPC                           |
| 392202     | 2009 SV262 | 23 set 2009 | Mount Lemmon | Mount Lemmon Survey | Vesta     | MPC                           |
| 392203     | 2009 SZ292 | 26 set 2009 | Kitt Peak    | Spacewatch          | —         | MPC                           |
| 392204     | 2009 SR296 | 15 set 2009 | Kitt Peak    | Spacewatch          | Vesta     | MPC                           |
| 392205     | 2009 SZ299 | 17 set 2009 | Kitt Peak    | Spacewatch          | Vesta     | MPC                           |
| 392206     | 2009 SR301 | 16 set 2009 | Kitt Peak    | Spacewatch          | Vesta     | MPC                           |
| 392207     | 2009 SB311 | 14 fev 2002 | Kitt Peak    | Spacewatch          | Vesta     | MPC                           |
| 392208     | 2009 SQ321 | 21 set 2009 | Kitt Peak    | Spacewatch          | Vesta     | MPC                           |
| 392209     | 2009 SV346 | 25 set 2009 | Kitt Peak    | Spacewatch          | Vesta     | MPC                           |
| 392210     | 2009 SE354 | 18 set 2009 | Kitt Peak    | Spacewatch          | Vesta     | MPC                           |
| 392211     | 2009 TG10  | 15 out 2009 | Mount Lemmon | Mount Lemmon Survey | —         | MPC                           |
| 392212     | 2009 TS41  | 23 out 2006 | Mount Lemmon | Mount Lemmon Survey | —         | MPC                           |
| 392213     | 2009 UQ12  | 20 out 2006 | Mount Lemmon | Mount Lemmon Survey | —         | MPC                           |
| 392214     | 2009 UC20  | 24 out 2009 | Hibiscus     | N. Teamo            | —         | MPC                           |
| 392215     | 2009 UO25  | 18 out 2009 | Mount Lemmon | Mount Lemmon Survey | —         | MPC                           |
| 392216     | 2009 UX28  | 18 out 2009 | Mount Lemmon | Mount Lemmon Survey | Vesta     | MPC                           |
| 392217     | 2009 UJ45  | 18 out 2009 | Mount Lemmon | Mount Lemmon Survey | Vesta     | MPC                           |
| 392218     | 2009 UT73  | 18 out 2009 | Catalina     | CSS                 | —         | MPC                           |
| 392219     | 2009 UV79  | 24 set 2008 | Mount Lemmon | Mount Lemmon Survey | Vesta     | MPC                           |
| 392220     | 2009 UP82  | 7 out 2008  | Mount Lemmon | Mount Lemmon Survey | Vesta     | MPC                           |
| 392221     | 2009 UG95  | 15 set 2009 | Kitt Peak    | Spacewatch          | Vesta     | MPC                           |
| 392222     | 2009 UA99  | 23 out 2009 | Mount Lemmon | Mount Lemmon Survey | Vesta     | MPC                           |
| 392223     | 2009 UH102 | 24 out 2009 | Mount Lemmon | Mount Lemmon Survey | Vesta     | MPC                           |
| 392224     | 2009 US106 | 7 out 2008  | Mount Lemmon | Mount Lemmon Survey | Vesta     | MPC                           |
| 392225     | 2009 UN128 | 29 out 2009 | Nazaret      | G. Muler            | —         | MPC                           |
| 392226     | 2009 UB141 | 1 nov 1997  | Kitt Peak    | Spacewatch          | Vesta     | MPC                           |
| 392227     | 2009 VK8   | 8 nov 2009  | Mount Lemmon | Mount Lemmon Survey | Vesta     | MPC                           |
| 392228     | 2009 VH25  | 21 set 2009 | Mount Lemmon | Mount Lemmon Survey | —         | MPC                           |
| 392229     | 2009 VM41  | 9 nov 2009  | Mount Lemmon | Mount Lemmon Survey | —         | MPC                           |
| 392230     | 2009 VG44  | 13 nov 2009 | La Sagra     | Mallorca Obs.       | —         | MPC                           |
| 392231     | 2009 VU45  | 22 set 2009 | Mount Lemmon | Mount Lemmon Survey | —         | MPC                           |
| 392232     | 2009 VJ51  | 25 fev 2007 | Mount Lemmon | Mount Lemmon Survey | —         | MPC                           |
| 392233     | 2009 VF74  | 6 out 1996  | Kitt Peak    | Spacewatch          | —         | MPC                           |
| 392234     | 2009 VN76  | 15 nov 2009 | Catalina     | CSS                 | —         | MPC                           |
| 392235     | 2009 VG80  | 17 ago 2009 | Catalina     | CSS                 | —         | MPC                           |
| 392236     | 2009 VN98  | 26 jan 2006 | Mount Lemmon | Mount Lemmon Survey | —         | MPC                           |
| 392237     | 2009 VW114 | 9 nov 2009  | Mount Lemmon | Mount Lemmon Survey | —         | MPC                           |
| 392238     | 2009 WC2   | 26 set 2009 | Kitt Peak    | Spacewatch          | Vesta     | MPC                           |
| 392239     | 2009 WP12  | 16 nov 2009 | Mount Lemmon | Mount Lemmon Survey | Vesta     | MPC                           |
| 392240     | 2009 WZ20  | 17 nov 2009 | Mount Lemmon | Mount Lemmon Survey | —         | MPC                           |
| 392241     | 2009 WV30  | 16 nov 2009 | Kitt Peak    | Spacewatch          | —         | MPC                           |
| 392242     | 2009 WP36  | 17 nov 2009 | Kitt Peak    | Spacewatch          | Vesta     | MPC                           |
| 392243     | 2009 WP68  | 17 nov 2009 | Mount Lemmon | Mount Lemmon Survey | —         | MPC                           |
| 392244     | 2009 WS77  | 18 nov 2009 | Kitt Peak    | Spacewatch          | —         | MPC                           |
| 392245     | 2009 WU87  | 24 dez 2006 | Kitt Peak    | Spacewatch          | —         | MPC                           |
| 392246     | 2009 WW122 | 8 out 2008  | Kitt Peak    | Spacewatch          | Vesta     | MPC                           |
| 392247     | 2009 WA123 | 20 nov 2009 | Kitt Peak    | Spacewatch          | —         | MPC                           |
| 392248     | 2009 WZ134 | 22 nov 2009 | Mount Lemmon | Mount Lemmon Survey | —         | MPC                           |
| 392249     | 2009 WS163 | 21 nov 2009 | Kitt Peak    | Spacewatch          | —         | MPC                           |
| 392250     | 2009 WR168 | 22 nov 2009 | Kitt Peak    | Spacewatch          | —         | MPC                           |
| 392251     | 2009 WS173 | 22 nov 2009 | Mount Lemmon | Mount Lemmon Survey | —         | MPC                           |
| 392252     | 2009 WC203 | 8 nov 2009  | Kitt Peak    | Spacewatch          | —         | MPC                           |
| 392253     | 2009 WB206 | 27 jan 2007 | Mount Lemmon | Mount Lemmon Survey | —         | MPC                           |
| 392254     | 2009 WY227 | 10 jan 2007 | Kitt Peak    | Spacewatch          | —         | MPC                           |
| 392255     | 2009 WR233 | 15 set 2009 | Kitt Peak    | Spacewatch          | —         | MPC                           |
| 392256     | 2009 WF262 | 18 nov 2009 | Mount Lemmon | Mount Lemmon Survey | —         | MPC                           |
| 392257     | 2009 WQ263 | 21 nov 2009 | Mount Lemmon | Mount Lemmon Survey | —         | MPC                           |
| 392258     | 2009 XO19  | 15 dez 2009 | Mount Lemmon | Mount Lemmon Survey | —         | MPC                           |
| 392259     | 2009 YD16  | 19 dez 2009 | Mount Lemmon | Mount Lemmon Survey | —         | MPC                           |
| 392260     | 2009 YU17  | 21 dez 2009 | Hibiscus     | N. Teamo            | —         | MPC                           |
| 392261     | 2009 YF22  | 17 dez 2009 | Mount Lemmon | Mount Lemmon Survey | —         | MPC                           |
| 392262     | 2009 YU24  | 19 dez 2009 | Kitt Peak    | Spacewatch          | —         | MPC                           |
| 392263     | 2009 YV24  | 25 set 2008 | Mount Lemmon | Mount Lemmon Survey | —         | MPC                           |
| 392264     | 2010 AS    | 4 jan 2010  | Kitt Peak    | Spacewatch          | —         | MPC                           |
| 392265     | 2010 AM1   | 5 jan 2010  | Kitt Peak    | Spacewatch          | —         | MPC                           |
| 392266     | 2010 AB13  | 22 nov 2009 | Kitt Peak    | Spacewatch          | —         | MPC                           |
| 392267     | 2010 AM26  | 6 jan 2010  | Kitt Peak    | Spacewatch          | —         | MPC                           |
| 392268     | 2010 AZ26  | 6 jan 2010  | Kitt Peak    | Spacewatch          | —         | MPC                           |
| 392269     | 2010 AW38  | 8 jan 2010  | Kitt Peak    | Spacewatch          | —         | MPC                           |
| 392270     | 2010 AJ50  | 8 jan 2010  | Kitt Peak    | Spacewatch          | —         | MPC                           |
| 392271     | 2010 AJ53  | 8 jan 2010  | Kitt Peak    | Spacewatch          | —         | MPC                           |
| 392272     | 2010 AH62  | 10 dez 2009 | Mount Lemmon | Mount Lemmon Survey | —         | MPC                           |
| 392273     | 2010 AF64  | 10 jan 2010 | Kitt Peak    | Spacewatch          | —         | MPC                           |
| 392274     | 2010 AH66  | 5 abr 2003  | Kitt Peak    | Spacewatch          | —         | MPC                           |
| 392275     | 2010 AY68  | 12 jan 2010 | Catalina     | CSS                 | —         | MPC                           |
| 392276     | 2010 AV80  | 7 jan 2010  | Kitt Peak    | Spacewatch          | Mitidika  | MPC                           |
| 392277     | 2010 AM81  | 23 mar 2006 | Catalina     | CSS                 | —         | MPC                           |
| 392278     | 2010 AJ89  | 8 jan 2010  | WISE         | WISE                | —         | MPC                           |
| 392279     | 2010 AB110 | 12 jan 2010 | WISE         | WISE                | —         | MPC                           |
| 392280     | 2010 AV121 | 24 set 2008 | Mount Lemmon | Mount Lemmon Survey | Vesta     | MPC                           |
| 392281     | 2010 BB4   | 22 abr 2007 | Catalina     | CSS                 | —         | MPC                           |
| 392282     | 2010 BX29  | 18 jan 2010 | WISE         | WISE                | —         | MPC                           |
| 392283     | 2010 BT62  | 7 out 2008  | Mount Lemmon | Mount Lemmon Survey | —         | MPC                           |
| 392284     | 2010 CT1   | 18 dez 2009 | Mount Lemmon | Mount Lemmon Survey | —         | MPC                           |
| 392285     | 2010 CK12  | 18 dez 2001 | Socorro      | LINEAR              | —         | MPC                           |
| 392286     | 2010 CJ17  | 11 fev 2010 | WISE         | WISE                | —         | MPC                           |
| 392287     | 2010 CM18  | 10 jan 2006 | Mount Lemmon | Mount Lemmon Survey | —         | MPC                           |
| 392288     | 2010 CL20  | 11 jan 2010 | Kitt Peak    | Spacewatch          | —         | MPC                           |
| 392289     | 2010 CG31  | 9 fev 2010  | Kitt Peak    | Spacewatch          | Mitidika  | MPC                           |
| 392290     | 2010 CM34  | 10 fev 2010 | Kitt Peak    | Spacewatch          | —         | MPC                           |
| 392291     | 2010 CJ43  | 13 fev 2010 | Mount Lemmon | Mount Lemmon Survey | —         | MPC                           |
| 392292     | 2010 CQ43  | 5 jan 2010  | Kitt Peak    | Spacewatch          | —         | MPC                           |
| 392293     | 2010 CX60  | 27 out 2005 | Catalina     | CSS                 | —         | MPC                           |
| 392294     | 2010 CL78  | 21 ago 2008 | Kitt Peak    | Spacewatch          | —         | MPC                           |
| 392295     | 2010 CJ80  | 2 mai 2003  | Kitt Peak    | Spacewatch          | —         | MPC                           |
| 392296     | 2010 CM81  | 5 jan 2006  | Kitt Peak    | Spacewatch          | —         | MPC                           |
| 392297     | 2010 CB82  | 13 fev 2010 | Kitt Peak    | Spacewatch          | —         | MPC                           |
| 392298     | 2010 CG106 | 17 mar 2005 | Kitt Peak    | Spacewatch          | —         | MPC                           |
| 392299     | 2010 CX114 | 14 fev 2010 | Mount Lemmon | Mount Lemmon Survey | —         | MPC                           |
| 392300     | 2010 CJ132 | 15 fev 2010 | WISE         | WISE                | —         | MPC                           |

## 392301–392400
| Designação | Designação | Descoberta  | Descoberta       | Descobridor(es)          | Categoria | Mais informações / Referência |
| Permanente | Provisória | Data        | Local            | Descobridor(es)          | Categoria | Mais informações / Referência |
| ---------- | ---------- | ----------- | ---------------- | ------------------------ | --------- | ----------------------------- |
| 392301     | 2010 CL143 | 7 set 2008  | Mount Lemmon     | Mount Lemmon Survey      | —         | MPC                           |
| 392302     | 2010 CM157 | 25 nov 2005 | Kitt Peak        | Spacewatch               | Mitidika  | MPC                           |
| 392303     | 2010 CS166 | 13 fev 2010 | Kitt Peak        | Spacewatch               | —         | MPC                           |
| 392304     | 2010 CQ175 | 9 fev 2010  | Kitt Peak        | Spacewatch               | Mitidika  | MPC                           |
| 392305     | 2010 CV176 | 10 fev 2010 | Kitt Peak        | Spacewatch               | —         | MPC                           |
| 392306     | 2010 CD183 | 15 fev 2010 | Haleakala        | Pan-STARRS               | —         | MPC                           |
| 392307     | 2010 CD185 | 13 fev 2010 | Socorro          | LINEAR                   | —         | MPC                           |
| 392308     | 2010 CJ216 | 29 jan 2009 | Mount Lemmon     | Mount Lemmon Survey      | —         | MPC                           |
| 392309     | 2010 CO226 | 23 nov 2009 | Mount Lemmon     | Mount Lemmon Survey      | Vesta     | MPC                           |
| 392310     | 2010 DS6   | 16 fev 2010 | Kitt Peak        | Spacewatch               | Mitidika  | MPC                           |
| 392311     | 2010 DH12  | 19 fev 2010 | Pla D'Arguines   | R. Ferrando              | —         | MPC                           |
| 392312     | 2010 DB55  | 21 fev 2010 | WISE             | WISE                     | —         | MPC                           |
| 392313     | 2010 DT64  | 26 fev 2010 | WISE             | WISE                     | —         | MPC                           |
| 392314     | 2010 EU2   | 30 dez 2000 | Kitt Peak        | Spacewatch               | —         | MPC                           |
| 392315     | 2010 ES7   | 3 mar 2010  | WISE             | WISE                     | —         | MPC                           |
| 392316     | 2010 ED12  | 7 mar 2010  | Guidestar        | M. Emmerich, S. Melchert | —         | MPC                           |
| 392317     | 2010 EP30  | 25 fev 2006 | Kitt Peak        | Spacewatch               | —         | MPC                           |
| 392318     | 2010 ET30  | 20 dez 2009 | Mount Lemmon     | Mount Lemmon Survey      | —         | MPC                           |
| 392319     | 2010 EB36  | 11 mar 2010 | La Sagra         | Mallorca Obs.            | —         | MPC                           |
| 392320     | 2010 EP42  | 4 mar 2010  | Catalina         | CSS                      | —         | MPC                           |
| 392321     | 2010 EP67  | 19 set 2003 | Campo Imperatore | CINEOS                   | —         | MPC                           |
| 392322     | 2010 ES68  | 12 mar 2010 | Mount Lemmon     | Mount Lemmon Survey      | Mitidika  | MPC                           |
| 392323     | 2010 EN76  | 26 set 2008 | Kitt Peak        | Spacewatch               | —         | MPC                           |
| 392324     | 2010 EB77  | 12 mar 2010 | Kitt Peak        | Spacewatch               | —         | MPC                           |
| 392325     | 2010 ET80  | 12 mar 2010 | Mount Lemmon     | Mount Lemmon Survey      | —         | MPC                           |
| 392326     | 2010 EZ85  | 13 mar 2010 | Kitt Peak        | Spacewatch               | —         | MPC                           |
| 392327     | 2010 EF87  | 12 jan 2010 | Mount Lemmon     | Mount Lemmon Survey      | —         | MPC                           |
| 392328     | 2010 EQ87  | 18 abr 2006 | Kitt Peak        | Spacewatch               | —         | MPC                           |
| 392329     | 2010 ES89  | 14 mar 2010 | Kitt Peak        | Spacewatch               | —         | MPC                           |
| 392330     | 2010 ER93  | 15 fev 2010 | Kitt Peak        | Spacewatch               | —         | MPC                           |
| 392331     | 2010 EZ96  | 14 mar 2010 | Mount Lemmon     | Mount Lemmon Survey      | —         | MPC                           |
| 392332     | 2010 EN102 | 15 mar 2010 | Kitt Peak        | Spacewatch               | —         | MPC                           |
| 392333     | 2010 ET105 | 10 mar 2010 | Purple Mountain  | PMO NEO                  | —         | MPC                           |
| 392334     | 2010 EQ107 | 12 mar 2010 | Mount Lemmon     | Mount Lemmon Survey      | —         | MPC                           |
| 392335     | 2010 EB109 | 14 mar 2010 | Kitt Peak        | Spacewatch               | —         | MPC                           |
| 392336     | 2010 EP109 | 9 fev 2010  | Kitt Peak        | Spacewatch               | —         | MPC                           |
| 392337     | 2010 EA110 | 4 mar 2010  | Kitt Peak        | Spacewatch               | —         | MPC                           |
| 392338     | 2010 EY111 | 12 mar 2010 | Kitt Peak        | Spacewatch               | —         | MPC                           |
| 392339     | 2010 EU112 | 13 mar 2010 | Kitt Peak        | Spacewatch               | —         | MPC                           |
| 392340     | 2010 EQ122 | 15 mar 2010 | Kitt Peak        | Spacewatch               | —         | MPC                           |
| 392341     | 2010 EX124 | 12 mar 2010 | Catalina         | CSS                      | —         | MPC                           |
| 392342     | 2010 EB126 | 13 mar 2010 | Catalina         | CSS                      | —         | MPC                           |
| 392343     | 2010 EK133 | 19 abr 2006 | Catalina         | CSS                      | —         | MPC                           |
| 392344     | 2010 ER134 | 12 mar 2010 | Kitt Peak        | Spacewatch               | —         | MPC                           |
| 392345     | 2010 EQ143 | 15 mar 2010 | Catalina         | CSS                      | —         | MPC                           |
| 392346     | 2010 FG4   | 16 mar 2010 | Mount Lemmon     | Mount Lemmon Survey      | —         | MPC                           |
| 392347     | 2010 FX17  | 18 mar 2010 | Mount Lemmon     | Mount Lemmon Survey      | —         | MPC                           |
| 392348     | 2010 FL19  | 18 mar 2010 | Kitt Peak        | Spacewatch               | —         | MPC                           |
| 392349     | 2010 FE56  | 20 mar 2010 | Kitt Peak        | Spacewatch               | —         | MPC                           |
| 392350     | 2010 FD86  | 26 mar 2010 | Kitt Peak        | Spacewatch               | —         | MPC                           |
| 392351     | 2010 FC88  | 20 mar 2010 | Kitt Peak        | Spacewatch               | —         | MPC                           |
| 392352     | 2010 FX88  | 21 mar 2010 | Mount Lemmon     | Mount Lemmon Survey      | —         | MPC                           |
| 392353     | 2010 FQ89  | 18 mar 2010 | Mount Lemmon     | Mount Lemmon Survey      | —         | MPC                           |
| 392354     | 2010 GM25  | 19 mar 2010 | Kitt Peak        | Spacewatch               | —         | MPC                           |
| 392355     | 2010 GX28  | 8 abr 2010  | La Sagra         | Mallorca Obs.            | —         | MPC                           |
| 392356     | 2010 GN32  | 8 abr 2010  | Črni Vrh         | Črni Vrh                 | —         | MPC                           |
| 392357     | 2010 GR66  | 9 abr 2010  | Catalina         | CSS                      | —         | MPC                           |
| 392358     | 2010 GW94  | 9 mar 2003  | Kitt Peak        | Spacewatch               | —         | MPC                           |
| 392359     | 2010 GN97  | 25 mar 2010 | Kitt Peak        | Spacewatch               | —         | MPC                           |
| 392360     | 2010 GU97  | 25 mar 2010 | Kitt Peak        | Spacewatch               | —         | MPC                           |
| 392361     | 2010 GY98  | 4 abr 2010  | Kitt Peak        | Spacewatch               | —         | MPC                           |
| 392362     | 2010 GO103 | 6 abr 2010  | Kitt Peak        | Spacewatch               | —         | MPC                           |
| 392363     | 2010 GF108 | 8 abr 2010  | Kitt Peak        | Spacewatch               | —         | MPC                           |
| 392364     | 2010 GD118 | 10 abr 2010 | Kitt Peak        | Spacewatch               | —         | MPC                           |
| 392365     | 2010 GW130 | 13 jan 2002 | Kitt Peak        | Spacewatch               | Mitidika  | MPC                           |
| 392366     | 2010 GA140 | 7 abr 2010  | Mount Lemmon     | Mount Lemmon Survey      | —         | MPC                           |
| 392367     | 2010 GA141 | 9 mar 2005  | Mount Lemmon     | Mount Lemmon Survey      | —         | MPC                           |
| 392368     | 2010 GJ141 | 8 abr 2010  | XuYi             | PMO NEO                  | —         | MPC                           |
| 392369     | 2010 GC144 | 11 abr 2010 | Kitt Peak        | Spacewatch               | —         | MPC                           |
| 392370     | 2010 GY157 | 18 out 2007 | Kitt Peak        | Spacewatch               | —         | MPC                           |
| 392371     | 2010 GV161 | 9 abr 2010  | Mount Lemmon     | Mount Lemmon Survey      | Phocaea   | MPC                           |
| 392372     | 2010 HW23  | 1 jun 1997  | Kitt Peak        | Spacewatch               | —         | MPC                           |
| 392373     | 2010 HA32  | 19 abr 2010 | WISE             | WISE                     | —         | MPC                           |
| 392374     | 2010 HS64  | 26 abr 2010 | WISE             | WISE                     | —         | MPC                           |
| 392375     | 2010 HK78  | 12 fev 2010 | WISE             | WISE                     | —         | MPC                           |
| 392376     | 2010 HK91  | 26 fev 2008 | Mount Lemmon     | Mount Lemmon Survey      | —         | MPC                           |
| 392377     | 2010 HC104 | 10 set 2007 | Kitt Peak        | Spacewatch               | —         | MPC                           |
| 392378     | 2010 HV104 | 25 abr 2010 | Mount Lemmon     | Mount Lemmon Survey      | —         | MPC                           |
| 392379     | 2010 HY105 | 22 out 2003 | Kitt Peak        | Spacewatch               | —         | MPC                           |
| 392380     | 2010 JB    | 2 mai 2010  | Kitt Peak        | Spacewatch               | —         | MPC                           |
| 392381     | 2010 JW1   | 3 mai 2010  | Kitt Peak        | Spacewatch               | —         | MPC                           |
| 392382     | 2010 JK2   | 29 set 2003 | Kitt Peak        | Spacewatch               | —         | MPC                           |
| 392383     | 2010 JC3   | 4 mai 2010  | Nogales          | Tenagra II Obs.          | —         | MPC                           |
| 392384     | 2010 JR29  | 3 mai 2010  | Kitt Peak        | Spacewatch               | —         | MPC                           |
| 392385     | 2010 JZ33  | 15 mar 2010 | Mount Lemmon     | Mount Lemmon Survey      | —         | MPC                           |
| 392386     | 2010 JZ39  | 5 mai 2010  | Mount Lemmon     | Mount Lemmon Survey      | —         | MPC                           |
| 392387     | 2010 JW77  | 1 out 2003  | Kitt Peak        | Spacewatch               | —         | MPC                           |
| 392388     | 2010 JC82  | 16 abr 2001 | Anderson Mesa    | LONEOS                   | —         | MPC                           |
| 392389     | 2010 JL86  | 12 jan 2010 | Mount Lemmon     | Mount Lemmon Survey      | —         | MPC                           |
| 392390     | 2010 JV114 | 16 fev 2010 | Mount Lemmon     | Mount Lemmon Survey      | —         | MPC                           |
| 392391     | 2010 JQ116 | 14 mai 2010 | Mount Lemmon     | Mount Lemmon Survey      | —         | MPC                           |
| 392392     | 2010 JQ127 | 13 mai 2010 | WISE             | WISE                     | —         | MPC                           |
| 392393     | 2010 JJ147 | 30 jan 2010 | WISE             | WISE                     | —         | MPC                           |
| 392394     | 2010 JN153 | 9 mai 2010  | Siding Spring    | SSS                      | —         | MPC                           |
| 392395     | 2010 JE154 | 24 out 2008 | Kitt Peak        | Spacewatch               | —         | MPC                           |
| 392396     | 2010 JA155 | 9 abr 2010  | Mount Lemmon     | Mount Lemmon Survey      | —         | MPC                           |
| 392397     | 2010 JK177 | 25 mai 2003 | Kitt Peak        | Spacewatch               | —         | MPC                           |
| 392398     | 2010 KJ32  | 16 fev 2010 | Catalina         | CSS                      | —         | MPC                           |
| 392399     | 2010 KV69  | 2 fev 2008  | Mount Lemmon     | Mount Lemmon Survey      | —         | MPC                           |
| 392400     | 2010 KZ81  | 26 mai 2010 | WISE             | WISE                     | Ursula    | MPC                           |

## 392401–392500
| Designação | Designação | Descoberta  | Descoberta       | Descobridor(es)           | Categoria | Mais informações / Referência |
| Permanente | Provisória | Data        | Local            | Descobridor(es)           | Categoria | Mais informações / Referência |
| ---------- | ---------- | ----------- | ---------------- | ------------------------- | --------- | ----------------------------- |
| 392401     | 2010 KP117 | 19 mai 2010 | Catalina         | CSS                       | —         | MPC                           |
| 392402     | 2010 KQ127 | 21 mai 2010 | Mount Lemmon     | Mount Lemmon Survey       | —         | MPC                           |
| 392403     | 2010 LR15  | 4 jun 2010  | Kitt Peak        | Spacewatch                | —         | MPC                           |
| 392404     | 2010 LW34  | 2 mai 1997  | Caussols         | ODAS                      | —         | MPC                           |
| 392405     | 2010 LE40  | 12 mar 2008 | Kitt Peak        | Spacewatch                | —         | MPC                           |
| 392406     | 2010 LQ67  | 6 jun 2010  | La Sagra         | Mallorca Obs.             | —         | MPC                           |
| 392407     | 2010 LK78  | 10 jun 2010 | WISE             | WISE                      | —         | MPC                           |
| 392408     | 2010 LE86  | 11 jun 2010 | WISE             | WISE                      | —         | MPC                           |
| 392409     | 2010 LW97  | 13 jun 2010 | WISE             | WISE                      | —         | MPC                           |
| 392410     | 2010 LW110 | 30 out 2007 | Kitt Peak        | Spacewatch                | —         | MPC                           |
| 392411     | 2010 LC113 | 18 mar 2009 | Kitt Peak        | Spacewatch                | —         | MPC                           |
| 392412     | 2010 LG127 | 15 jun 2010 | WISE             | WISE                      | —         | MPC                           |
| 392413     | 2010 LV130 | 9 ago 2004  | Siding Spring    | SSS                       | —         | MPC                           |
| 392414     | 2010 LU131 | 15 jun 2010 | WISE             | WISE                      | —         | MPC                           |
| 392415     | 2010 MZ30  | 7 out 2008  | Mount Lemmon     | Mount Lemmon Survey       | —         | MPC                           |
| 392416     | 2010 MF51  | 20 mar 2010 | Catalina         | CSS                       | —         | MPC                           |
| 392417     | 2010 MW63  | 24 jun 2010 | WISE             | WISE                      | —         | MPC                           |
| 392418     | 2010 ML73  | 27 fev 2008 | Mount Lemmon     | Mount Lemmon Survey       | —         | MPC                           |
| 392419     | 2010 MT80  | 26 jun 2010 | WISE             | WISE                      | —         | MPC                           |
| 392420     | 2010 MX82  | 27 jun 2010 | WISE             | WISE                      | —         | MPC                           |
| 392421     | 2010 MK86  | 27 jun 2010 | WISE             | WISE                      | —         | MPC                           |
| 392422     | 2010 NB4   | 24 set 2005 | Anderson Mesa    | LONEOS                    | —         | MPC                           |
| 392423     | 2010 NB14  | 5 jul 2010  | WISE             | WISE                      | —         | MPC                           |
| 392424     | 2010 NF81  | 15 jul 2010 | WISE             | WISE                      | —         | MPC                           |
| 392425     | 2010 NG82  | 24 abr 2003 | Kitt Peak        | Spacewatch                | —         | MPC                           |
| 392426     | 2010 NZ116 | 14 jul 2010 | WISE             | WISE                      | —         | MPC                           |
| 392427     | 2010 OU20  | 19 abr 2009 | Catalina         | CSS                       | —         | MPC                           |
| 392428     | 2010 OQ45  | 22 jul 2010 | WISE             | WISE                      | —         | MPC                           |
| 392429     | 2010 OJ51  | 22 jul 2010 | WISE             | WISE                      | —         | MPC                           |
| 392430     | 2010 OG76  | 27 jul 2010 | WISE             | WISE                      | —         | MPC                           |
| 392431     | 2010 OE107 | 29 jul 2010 | WISE             | WISE                      | —         | MPC                           |
| 392432     | 2010 OM110 | 15 jul 2004 | Siding Spring    | SSS                       | —         | MPC                           |
| 392433     | 2010 OF119 | 3 fev 2010  | WISE             | WISE                      | —         | MPC                           |
| 392434     | 2010 QS5   | 26 mar 2003 | Campo Imperatore | CINEOS                    | —         | MPC                           |
| 392435     | 2010 RV56  | 24 out 2005 | Kitt Peak        | Spacewatch                | —         | MPC                           |
| 392436     | 2010 RZ61  | 6 set 2010  | Kitt Peak        | Spacewatch                | —         | MPC                           |
| 392437     | 2010 RP90  | 28 mar 2008 | Kitt Peak        | Spacewatch                | —         | MPC                           |
| 392438     | 2010 RQ96  | 9 set 2010  | Kitt Peak        | Spacewatch                | —         | MPC                           |
| 392439     | 2010 RE101 | 11 fev 2008 | Mount Lemmon     | Mount Lemmon Survey       | —         | MPC                           |
| 392440     | 2010 RH120 | 8 set 2010  | Moletai          | K. Černis, J. Zdanavičius | —         | MPC                           |
| 392441     | 2010 RH129 | 15 set 2010 | Mount Lemmon     | Mount Lemmon Survey       | —         | MPC                           |
| 392442     | 2010 RW161 | 4 set 2010  | Mount Lemmon     | Mount Lemmon Survey       | Brangane  | MPC                           |
| 392443     | 2010 TY80  | 17 abr 2009 | Mount Lemmon     | Mount Lemmon Survey       | —         | MPC                           |
| 392444     | 2010 TZ103 | 16 fev 2007 | Catalina         | CSS                       | —         | MPC                           |
| 392445     | 2010 TF178 | 5 mai 2008  | Mount Lemmon     | Mount Lemmon Survey       | —         | MPC                           |
| 392446     | 2010 TV185 | 7 set 2008  | Mount Lemmon     | Mount Lemmon Survey       | Vesta     | MPC                           |
| 392447     | 2010 UN11  | 12 nov 1999 | Socorro          | LINEAR                    | —         | MPC                           |
| 392448     | 2010 UF40  | 15 set 2007 | Mount Lemmon     | Mount Lemmon Survey       | —         | MPC                           |
| 392449     | 2010 UQ97  | 28 out 2010 | Mount Lemmon     | Mount Lemmon Survey       | Vesta     | MPC                           |
| 392450     | 2010 VX35  | 2 fev 2008  | Kitt Peak        | Spacewatch                | —         | MPC                           |
| 392451     | 2010 VT83  | 19 set 2009 | Kitt Peak        | Spacewatch                | Vesta     | MPC                           |
| 392452     | 2010 VL91  | 6 nov 2010  | Kitt Peak        | Spacewatch                | Vesta     | MPC                           |
| 392453     | 2010 VO106 | 5 nov 2010  | Mount Lemmon     | Mount Lemmon Survey       | Vesta     | MPC                           |
| 392454     | 2010 VZ121 | 15 set 2009 | Kitt Peak        | Spacewatch                | Vesta     | MPC                           |
| 392455     | 2010 VE143 | 27 ago 2009 | Kitt Peak        | Spacewatch                | Vesta     | MPC                           |
| 392456     | 2010 VB164 | 17 set 2009 | Kitt Peak        | Spacewatch                | Vesta     | MPC                           |
| 392457     | 2010 VV171 | 27 out 2009 | Mount Lemmon     | Mount Lemmon Survey       | Vesta     | MPC                           |
| 392458     | 2010 VU201 | 14 nov 2010 | Mount Lemmon     | Mount Lemmon Survey       | Vesta     | MPC                           |
| 392459     | 2010 WE20  | 21 set 2009 | Kitt Peak        | Spacewatch                | Vesta     | MPC                           |
| 392460     | 2010 XY9   | 8 nov 2010  | Mount Lemmon     | Mount Lemmon Survey       | Vesta     | MPC                           |
| 392461     | 2010 XT65  | 25 set 2009 | Kitt Peak        | Spacewatch                | Vesta     | MPC                           |
| 392462     | 2010 XB77  | 6 nov 2010  | Mount Lemmon     | Mount Lemmon Survey       | Vesta     | MPC                           |
| 392463     | 2011 BG58  | 23 out 2009 | Mount Lemmon     | Mount Lemmon Survey       | —         | MPC                           |
| 392464     | 2011 BD109 | 13 mar 2007 | Mount Lemmon     | Mount Lemmon Survey       | —         | MPC                           |
| 392465     | 2011 CT5   | 17 jun 2009 | Mount Lemmon     | Mount Lemmon Survey       | Juno      | MPC                           |
| 392466     | 2011 CB66  | 30 set 2006 | Mount Lemmon     | Mount Lemmon Survey       | —         | MPC                           |
| 392467     | 2011 CH67  | 24 jan 2011 | Mount Lemmon     | Mount Lemmon Survey       | Mitidika  | MPC                           |
| 392468     | 2011 CF70  | 5 fev 2011  | Catalina         | CSS                       | —         | MPC                           |
| 392469     | 2011 EJ36  | 10 mar 2007 | Kitt Peak        | Spacewatch                | Mitidika  | MPC                           |
| 392470     | 2011 EK68  | 27 fev 2007 | Kitt Peak        | Spacewatch                | —         | MPC                           |
| 392471     | 2011 FW3   | 14 abr 2007 | Kitt Peak        | Spacewatch                | —         | MPC                           |
| 392472     | 2011 FS31  | 28 mar 2011 | Kitt Peak        | Spacewatch                | —         | MPC                           |
| 392473     | 2011 FW31  | 4 mar 2011  | Mount Lemmon     | Mount Lemmon Survey       | —         | MPC                           |
| 392474     | 2011 FP47  | 18 mar 2004 | Kitt Peak        | Spacewatch                | —         | MPC                           |
| 392475     | 2011 FA145 | 24 abr 2008 | Kitt Peak        | Spacewatch                | —         | MPC                           |
| 392476     | 2011 GD3   | 14 abr 2008 | Mount Lemmon     | Mount Lemmon Survey       | —         | MPC                           |
| 392477     | 2011 GA52  | 11 mar 2011 | Kitt Peak        | Spacewatch                | —         | MPC                           |
| 392478     | 2011 GJ74  | 12 nov 1999 | Socorro          | LINEAR                    | —         | MPC                           |
| 392479     | 2011 HU11  | 22 abr 2011 | Kitt Peak        | Spacewatch                | —         | MPC                           |
| 392480     | 2011 HT14  | 21 out 1995 | Kitt Peak        | Spacewatch                | —         | MPC                           |
| 392481     | 2011 HC22  | 27 out 2009 | Mount Lemmon     | Mount Lemmon Survey       | —         | MPC                           |
| 392482     | 2011 HQ31  | 29 mar 2011 | Kitt Peak        | Spacewatch                | —         | MPC                           |
| 392483     | 2011 HX31  | 16 out 2003 | Kitt Peak        | Spacewatch                | —         | MPC                           |
| 392484     | 2011 HA51  | 3 nov 2008  | Catalina         | CSS                       | —         | MPC                           |
| 392485     | 2011 HY59  | 30 jul 2008 | Mount Lemmon     | Mount Lemmon Survey       | —         | MPC                           |
| 392486     | 2011 HE76  | 14 mar 2004 | Kitt Peak        | Spacewatch                | —         | MPC                           |
| 392487     | 2011 JK10  | 16 fev 2004 | Kitt Peak        | Spacewatch                | —         | MPC                           |
| 392488     | 2011 KN2   | 5 nov 1999  | Kitt Peak        | Spacewatch                | —         | MPC                           |
| 392489     | 2011 KM8   | 25 fev 2007 | Kitt Peak        | Spacewatch                | —         | MPC                           |
| 392490     | 2011 KH15  | 9 jan 2007  | Mount Lemmon     | Mount Lemmon Survey       | —         | MPC                           |
| 392491     | 2011 KQ30  | 28 ago 2005 | Kitt Peak        | Spacewatch                | —         | MPC                           |
| 392492     | 2011 KL40  | 26 mar 2007 | Mount Lemmon     | Mount Lemmon Survey       | —         | MPC                           |
| 392493     | 2011 LJ17  | 10 jun 2004 | Campo Imperatore | CINEOS                    | —         | MPC                           |
| 392494     | 2011 NS    | 27 jun 2011 | Mount Lemmon     | Mount Lemmon Survey       | Mitidika  | MPC                           |
| 392495     | 2011 OL6   | 11 out 2004 | Kitt Peak        | Spacewatch                | —         | MPC                           |
| 392496     | 2011 OW12  | 30 dez 2005 | Kitt Peak        | Spacewatch                | —         | MPC                           |
| 392497     | 2011 OK15  | 21 set 2008 | Kitt Peak        | Spacewatch                | —         | MPC                           |
| 392498     | 2011 OR20  | 16 abr 2004 | Socorro          | LINEAR                    | —         | MPC                           |
| 392499     | 2011 OH25  | 28 dez 2005 | Mount Lemmon     | Mount Lemmon Survey       | —         | MPC                           |
| 392500     | 2011 OS27  | 29 set 2008 | Mount Lemmon     | Mount Lemmon Survey       | —         | MPC                           |

## 392501–392600
| Designação | Designação | Descoberta  | Descoberta       | Descobridor(es)     | Categoria | Mais informações / Referência |
| Permanente | Provisória | Data        | Local            | Descobridor(es)     | Categoria | Mais informações / Referência |
| ---------- | ---------- | ----------- | ---------------- | ------------------- | --------- | ----------------------------- |
| 392501     | 2011 OD28  | 11 out 2006 | Kitt Peak        | Spacewatch          | —         | MPC                           |
| 392502     | 2011 OE31  | 20 fev 2009 | Kitt Peak        | Spacewatch          | —         | MPC                           |
| 392503     | 2011 OJ43  | 9 out 2004  | Kitt Peak        | Spacewatch          | Mitidika  | MPC                           |
| 392504     | 2011 OW44  | 4 fev 2006  | Kitt Peak        | Spacewatch          | —         | MPC                           |
| 392505     | 2011 OX46  | 6 out 2008  | Mount Lemmon     | Mount Lemmon Survey | —         | MPC                           |
| 392506     | 2011 OJ51  | 11 set 2006 | Catalina         | CSS                 | —         | MPC                           |
| 392507     | 2011 PP4   | 10 set 2004 | Socorro          | LINEAR              | —         | MPC                           |
| 392508     | 2011 PT4   | 13 mar 2010 | Mount Lemmon     | Mount Lemmon Survey | —         | MPC                           |
| 392509     | 2011 PE12  | 14 jan 2010 | WISE             | WISE                | —         | MPC                           |
| 392510     | 2011 PR12  | 3 jul 2011  | Catalina         | CSS                 | —         | MPC                           |
| 392511     | 2011 PF13  | 20 abr 2007 | Kitt Peak        | Spacewatch          | —         | MPC                           |
| 392512     | 2011 QM17  | 21 ago 2006 | Kitt Peak        | Spacewatch          | Maria     | MPC                           |
| 392513     | 2011 QR18  | 1 out 2003  | Kitt Peak        | Spacewatch          | —         | MPC                           |
| 392514     | 2011 QX19  | 5 nov 2007  | Kitt Peak        | Spacewatch          | —         | MPC                           |
| 392515     | 2011 QM26  | 1 mai 2003  | Kitt Peak        | Spacewatch          | —         | MPC                           |
| 392516     | 2011 QG27  | 1 out 2000  | Socorro          | LINEAR              | —         | MPC                           |
| 392517     | 2011 QM27  | 26 mai 2006 | Kitt Peak        | Spacewatch          | —         | MPC                           |
| 392518     | 2011 QB30  | 19 out 2007 | Kitt Peak        | Spacewatch          | —         | MPC                           |
| 392519     | 2011 QE30  | 13 set 2007 | Catalina         | CSS                 | —         | MPC                           |
| 392520     | 2011 QW30  | 25 jul 2004 | Anderson Mesa    | LONEOS              | —         | MPC                           |
| 392521     | 2011 QH36  | 25 fev 2006 | Mount Lemmon     | Mount Lemmon Survey | —         | MPC                           |
| 392522     | 2011 QM36  | 15 mar 2004 | Kitt Peak        | Spacewatch          | —         | MPC                           |
| 392523     | 2011 QW42  | 25 jan 2006 | Kitt Peak        | Spacewatch          | —         | MPC                           |
| 392524     | 2011 QT43  | 11 mar 2010 | WISE             | WISE                | —         | MPC                           |
| 392525     | 2011 QH49  | 10 out 2007 | Mount Lemmon     | Mount Lemmon Survey | —         | MPC                           |
| 392526     | 2011 QO55  | 16 out 1993 | Kitt Peak        | Spacewatch          | —         | MPC                           |
| 392527     | 2011 QY60  | 1 ago 2005  | Campo Imperatore | CINEOS              | —         | MPC                           |
| 392528     | 2011 QC61  | 30 dez 2007 | Kitt Peak        | Spacewatch          | Brangane  | MPC                           |
| 392529     | 2011 QU61  | 7 mai 2005  | Kitt Peak        | Spacewatch          | —         | MPC                           |
| 392530     | 2011 QK65  | 20 ago 2006 | Kitt Peak        | Spacewatch          | Brangane  | MPC                           |
| 392531     | 2011 QH66  | 12 jan 2010 | WISE             | WISE                | —         | MPC                           |
| 392532     | 2011 QW69  | 27 jan 2006 | Kitt Peak        | Spacewatch          | —         | MPC                           |
| 392533     | 2011 QK72  | 29 mai 2003 | Socorro          | LINEAR              | —         | MPC                           |
| 392534     | 2011 QY91  | 2 nov 2007  | Kitt Peak        | Spacewatch          | —         | MPC                           |
| 392535     | 2011 QZ92  | 18 jul 2006 | Mount Lemmon     | Mount Lemmon Survey | —         | MPC                           |
| 392536     | 2011 QX94  | 12 nov 2007 | Mount Lemmon     | Mount Lemmon Survey | —         | MPC                           |
| 392537     | 2011 QE95  | 9 jun 2010  | Kitt Peak        | Spacewatch          | —         | MPC                           |
| 392538     | 2011 QA99  | 19 nov 2000 | Socorro          | LINEAR              | —         | MPC                           |
| 392539     | 2011 RO1   | 30 dez 2008 | Mount Lemmon     | Mount Lemmon Survey | —         | MPC                           |
| 392540     | 2011 RG6   | 14 set 2007 | Mount Lemmon     | Mount Lemmon Survey | —         | MPC                           |
| 392541     | 2011 RP11  | 19 fev 2009 | Mount Lemmon     | Mount Lemmon Survey | —         | MPC                           |
| 392542     | 2011 RY16  | 16 out 2006 | Catalina         | CSS                 | —         | MPC                           |
| 392543     | 2011 RZ17  | 10 out 1994 | Kitt Peak        | Spacewatch          | —         | MPC                           |
| 392544     | 2011 SW4   | 21 ago 2000 | Anderson Mesa    | LONEOS              | —         | MPC                           |
| 392545     | 2011 SM10  | 14 out 2007 | Kitt Peak        | Spacewatch          | —         | MPC                           |
| 392546     | 2011 SC13  | 18 nov 2007 | Kitt Peak        | Spacewatch          | —         | MPC                           |
| 392547     | 2011 SX18  | 8 nov 2007  | Mount Lemmon     | Mount Lemmon Survey | —         | MPC                           |
| 392548     | 2011 SM27  | 3 nov 2007  | Mount Lemmon     | Mount Lemmon Survey | —         | MPC                           |
| 392549     | 2011 SY32  | 9 out 2004  | Kitt Peak        | Spacewatch          | —         | MPC                           |
| 392550     | 2011 SZ43  | 20 abr 2007 | Mount Lemmon     | Mount Lemmon Survey | —         | MPC                           |
| 392551     | 2011 SM44  | 18 jan 2002 | Cima Ekar        | ADAS                | —         | MPC                           |
| 392552     | 2011 SA46  | 3 out 2006  | Mount Lemmon     | Mount Lemmon Survey | Brangane  | MPC                           |
| 392553     | 2011 SO46  | 25 set 2006 | Kitt Peak        | Spacewatch          | —         | MPC                           |
| 392554     | 2011 SK50  | 21 set 2011 | Catalina         | CSS                 | —         | MPC                           |
| 392555     | 2011 SW52  | 8 set 2011  | Kitt Peak        | Spacewatch          | Mitidika  | MPC                           |
| 392556     | 2011 SP58  | 5 out 2000  | Kitt Peak        | Spacewatch          | —         | MPC                           |
| 392557     | 2011 SW67  | 4 out 2004  | Kitt Peak        | Spacewatch          | —         | MPC                           |
| 392558     | 2011 SO71  | 12 mai 2007 | Mount Lemmon     | Mount Lemmon Survey | —         | MPC                           |
| 392559     | 2011 SC74  | 6 out 2007  | Kitt Peak        | Spacewatch          | —         | MPC                           |
| 392560     | 2011 SD74  | 19 nov 2007 | Mount Lemmon     | Mount Lemmon Survey | —         | MPC                           |
| 392561     | 2011 SQ79  | 2 nov 2007  | Mount Lemmon     | Mount Lemmon Survey | —         | MPC                           |
| 392562     | 2011 SK83  | 19 out 2006 | Catalina         | CSS                 | —         | MPC                           |
| 392563     | 2011 SD86  | 29 mai 2003 | Socorro          | LINEAR              | —         | MPC                           |
| 392564     | 2011 SW91  | 19 ago 2006 | Kitt Peak        | Spacewatch          | —         | MPC                           |
| 392565     | 2011 SA94  | 1 nov 2007  | Kitt Peak        | Spacewatch          | —         | MPC                           |
| 392566     | 2011 ST103 | 3 dez 2007  | Kitt Peak        | Spacewatch          | —         | MPC                           |
| 392567     | 2011 SG111 | 15 jul 2007 | Siding Spring    | SSS                 | —         | MPC                           |
| 392568     | 2011 SU115 | 28 ago 2011 | Siding Spring    | SSS                 | —         | MPC                           |
| 392569     | 2011 SQ116 | 7 out 2007  | Mount Lemmon     | Mount Lemmon Survey | —         | MPC                           |
| 392570     | 2011 SN117 | 23 set 2011 | Kitt Peak        | Spacewatch          | Brangane  | MPC                           |
| 392571     | 2011 SG119 | 21 out 2006 | Mount Lemmon     | Mount Lemmon Survey | —         | MPC                           |
| 392572     | 2011 SU119 | 15 out 2004 | Mount Lemmon     | Mount Lemmon Survey | Mitidika  | MPC                           |
| 392573     | 2011 SQ122 | 22 jul 2006 | Mount Lemmon     | Mount Lemmon Survey | —         | MPC                           |
| 392574     | 2011 SZ124 | 19 mar 2009 | Kitt Peak        | Spacewatch          | —         | MPC                           |
| 392575     | 2011 SG128 | 23 set 2011 | Kitt Peak        | Spacewatch          | Brangane  | MPC                           |
| 392576     | 2011 SS130 | 19 set 1998 | Kitt Peak        | Spacewatch          | —         | MPC                           |
| 392577     | 2011 SB140 | 17 mar 2005 | Mount Lemmon     | Mount Lemmon Survey | —         | MPC                           |
| 392578     | 2011 SR141 | 16 out 2006 | Kitt Peak        | Spacewatch          | —         | MPC                           |
| 392579     | 2011 SV144 | 15 set 2006 | Kitt Peak        | Spacewatch          | —         | MPC                           |
| 392580     | 2011 SE146 | 22 abr 2009 | Mount Lemmon     | Mount Lemmon Survey | —         | MPC                           |
| 392581     | 2011 ST169 | 21 set 2011 | Kitt Peak        | Spacewatch          | —         | MPC                           |
| 392582     | 2011 SL176 | 1 fev 2006  | Kitt Peak        | Spacewatch          | Mitidika  | MPC                           |
| 392583     | 2011 SL178 | 28 set 1997 | Kitt Peak        | Spacewatch          | —         | MPC                           |
| 392584     | 2011 SZ180 | 17 out 2006 | Kitt Peak        | Spacewatch          | —         | MPC                           |
| 392585     | 2011 SC183 | 1 out 2000  | Anderson Mesa    | LONEOS              | —         | MPC                           |
| 392586     | 2011 SU188 | 10 abr 2010 | WISE             | WISE                | —         | MPC                           |
| 392587     | 2011 SM195 | 30 jan 2006 | Kitt Peak        | Spacewatch          | Mitidika  | MPC                           |
| 392588     | 2011 SC199 | 18 nov 2007 | Mount Lemmon     | Mount Lemmon Survey | —         | MPC                           |
| 392589     | 2011 SG200 | 2 mar 2009  | Kitt Peak        | Spacewatch          | —         | MPC                           |
| 392590     | 2011 SH201 | 5 out 2007  | Kitt Peak        | Spacewatch          | —         | MPC                           |
| 392591     | 2011 SQ201 | 29 jul 2010 | WISE             | WISE                | —         | MPC                           |
| 392592     | 2011 SM202 | 13 set 2007 | Mount Lemmon     | Mount Lemmon Survey | —         | MPC                           |
| 392593     | 2011 SL207 | 26 jun 2007 | Kitt Peak        | Spacewatch          | —         | MPC                           |
| 392594     | 2011 SR208 | 23 set 2005 | Kitt Peak        | Spacewatch          | —         | MPC                           |
| 392595     | 2011 SE213 | 21 set 2011 | Kitt Peak        | Spacewatch          | —         | MPC                           |
| 392596     | 2011 SV216 | 19 set 2006 | Catalina         | CSS                 | —         | MPC                           |
| 392597     | 2011 SP220 | 18 ago 2006 | Kitt Peak        | Spacewatch          | —         | MPC                           |
| 392598     | 2011 SH223 | 16 abr 2005 | Kitt Peak        | Spacewatch          | —         | MPC                           |
| 392599     | 2011 SE225 | 19 mai 2004 | Campo Imperatore | CINEOS              | —         | MPC                           |
| 392600     | 2011 SK226 | 22 jul 2010 | WISE             | WISE                | —         | MPC                           |

## 392601–392700
| Designação | Designação | Descoberta  | Descoberta    | Descobridor(es)     | Categoria | Mais informações / Referência |
| Permanente | Provisória | Data        | Local         | Descobridor(es)     | Categoria | Mais informações / Referência |
| ---------- | ---------- | ----------- | ------------- | ------------------- | --------- | ----------------------------- |
| 392601     | 2011 SS227 | 29 set 2011 | Mount Lemmon  | Mount Lemmon Survey | —         | MPC                           |
| 392602     | 2011 SH234 | 2 out 2006  | Mount Lemmon  | Mount Lemmon Survey | —         | MPC                           |
| 392603     | 2011 SW234 | 7 mai 2006  | Kitt Peak     | Spacewatch          | —         | MPC                           |
| 392604     | 2011 SS242 | 16 dez 2007 | Kitt Peak     | Spacewatch          | —         | MPC                           |
| 392605     | 2011 SX245 | 22 abr 2009 | Mount Lemmon  | Mount Lemmon Survey | —         | MPC                           |
| 392606     | 2011 SZ245 | 14 mar 2005 | Mount Lemmon  | Mount Lemmon Survey | —         | MPC                           |
| 392607     | 2011 SV252 | 29 mar 2009 | Kitt Peak     | Spacewatch          | —         | MPC                           |
| 392608     | 2011 SF253 | 27 out 2006 | Kitt Peak     | Spacewatch          | —         | MPC                           |
| 392609     | 2011 SQ254 | 21 out 2006 | Mount Lemmon  | Mount Lemmon Survey | —         | MPC                           |
| 392610     | 2011 SM255 | 14 mar 2004 | Kitt Peak     | Spacewatch          | —         | MPC                           |
| 392611     | 2011 SH258 | 22 set 2011 | Kitt Peak     | Spacewatch          | Brangane  | MPC                           |
| 392612     | 2011 TA7   | 27 ago 2006 | Kitt Peak     | Spacewatch          | —         | MPC                           |
| 392613     | 2011 TY8   | 17 fev 2004 | Socorro       | LINEAR              | —         | MPC                           |
| 392614     | 2011 TM10  | 1 fev 2010  | WISE          | WISE                | —         | MPC                           |
| 392615     | 2011 TU13  | 26 set 2006 | Kitt Peak     | Spacewatch          | —         | MPC                           |
| 392616     | 2011 TX15  | 24 mai 2006 | Catalina      | CSS                 | Eos       | MPC                           |
| 392617     | 2011 UV3   | 10 fev 2008 | Mount Lemmon  | Mount Lemmon Survey | —         | MPC                           |
| 392618     | 2011 UF9   | 25 mai 2003 | Kitt Peak     | Spacewatch          | —         | MPC                           |
| 392619     | 2011 UM13  | 4 nov 2007  | Kitt Peak     | Spacewatch          | —         | MPC                           |
| 392620     | 2011 UK22  | 9 fev 2008  | Mount Lemmon  | Mount Lemmon Survey | —         | MPC                           |
| 392621     | 2011 UM23  | 1 out 2005  | Mount Lemmon  | Mount Lemmon Survey | —         | MPC                           |
| 392622     | 2011 UO24  | 12 out 2005 | Kitt Peak     | Spacewatch          | —         | MPC                           |
| 392623     | 2011 UF30  | 9 out 2002  | Socorro       | LINEAR              | Phocaea   | MPC                           |
| 392624     | 2011 UG30  | 23 set 2011 | Mount Lemmon  | Mount Lemmon Survey | —         | MPC                           |
| 392625     | 2011 US35  | 9 abr 2010  | WISE          | WISE                | —         | MPC                           |
| 392626     | 2011 UB37  | 1 out 2005  | Catalina      | CSS                 | —         | MPC                           |
| 392627     | 2011 UQ38  | 22 nov 2006 | Kitt Peak     | Spacewatch          | —         | MPC                           |
| 392628     | 2011 UH41  | 30 set 2011 | Kitt Peak     | Spacewatch          | —         | MPC                           |
| 392629     | 2011 UL44  | 16 nov 2006 | Catalina      | CSS                 | —         | MPC                           |
| 392630     | 2011 UR44  | 19 out 1995 | Kitt Peak     | Spacewatch          | —         | MPC                           |
| 392631     | 2011 UH72  | 13 mar 2005 | Mount Lemmon  | Mount Lemmon Survey | —         | MPC                           |
| 392632     | 2011 UW73  | 11 out 2005 | Kitt Peak     | Spacewatch          | Brangane  | MPC                           |
| 392633     | 2011 UE79  | 17 set 2010 | Mount Lemmon  | Mount Lemmon Survey | —         | MPC                           |
| 392634     | 2011 UN92  | 1 out 2006  | Kitt Peak     | Spacewatch          | —         | MPC                           |
| 392635     | 2011 UJ97  | 25 out 1995 | Kitt Peak     | Spacewatch          | —         | MPC                           |
| 392636     | 2011 UV107 | 19 nov 2006 | Kitt Peak     | Spacewatch          | —         | MPC                           |
| 392637     | 2011 UO114 | 31 out 2006 | Mount Lemmon  | Mount Lemmon Survey | —         | MPC                           |
| 392638     | 2011 UT118 | 18 set 2006 | Kitt Peak     | Spacewatch          | —         | MPC                           |
| 392639     | 2011 UE122 | 9 mar 2008  | Mount Lemmon  | Mount Lemmon Survey | —         | MPC                           |
| 392640     | 2011 UY122 | 22 set 2011 | Kitt Peak     | Spacewatch          | —         | MPC                           |
| 392641     | 2011 UL129 | 27 mar 2003 | Kitt Peak     | Spacewatch          | Brangane  | MPC                           |
| 392642     | 2011 UV130 | 19 mai 2010 | WISE          | WISE                | —         | MPC                           |
| 392643     | 2011 UN135 | 9 abr 1999  | Kitt Peak     | Spacewatch          | —         | MPC                           |
| 392644     | 2011 UF136 | 18 set 2006 | Kitt Peak     | Spacewatch          | —         | MPC                           |
| 392645     | 2011 UT136 | 18 abr 2009 | Mount Lemmon  | Mount Lemmon Survey | —         | MPC                           |
| 392646     | 2011 UW141 | 23 out 2011 | Mount Lemmon  | Mount Lemmon Survey | —         | MPC                           |
| 392647     | 2011 UY142 | 25 out 2005 | Kitt Peak     | Spacewatch          | —         | MPC                           |
| 392648     | 2011 UB144 | 4 out 2006  | Mount Lemmon  | Mount Lemmon Survey | —         | MPC                           |
| 392649     | 2011 UG150 | 23 out 2006 | Kitt Peak     | Spacewatch          | —         | MPC                           |
| 392650     | 2011 UY158 | 23 mar 2001 | Kitt Peak     | Spacewatch          | —         | MPC                           |
| 392651     | 2011 UA162 | 12 set 2006 | Siding Spring | SSS                 | —         | MPC                           |
| 392652     | 2011 UN183 | 17 abr 2009 | Kitt Peak     | Spacewatch          | —         | MPC                           |
| 392653     | 2011 UP184 | 17 abr 2005 | Kitt Peak     | Spacewatch          | —         | MPC                           |
| 392654     | 2011 UE195 | 1 abr 2009  | Kitt Peak     | Spacewatch          | —         | MPC                           |
| 392655     | 2011 UL205 | 25 mar 2009 | XuYi          | PMO NEO             | —         | MPC                           |
| 392656     | 2011 UU206 | 10 mai 2005 | Kitt Peak     | Spacewatch          | —         | MPC                           |
| 392657     | 2011 UR225 | 25 mai 2006 | Mount Lemmon  | Mount Lemmon Survey | —         | MPC                           |
| 392658     | 2011 US226 | 28 set 2011 | Kitt Peak     | Spacewatch          | —         | MPC                           |
| 392659     | 2011 UP237 | 31 mar 2008 | Mount Lemmon  | Mount Lemmon Survey | —         | MPC                           |
| 392660     | 2011 UP245 | 14 nov 2006 | Kitt Peak     | Spacewatch          | —         | MPC                           |
| 392661     | 2011 UO255 | 29 abr 2009 | Kitt Peak     | Spacewatch          | —         | MPC                           |
| 392662     | 2011 UK256 | 3 set 2010  | Mount Lemmon  | Mount Lemmon Survey | —         | MPC                           |
| 392663     | 2011 UN268 | 6 ago 2006  | Anderson Mesa | LONEOS              | Phocaea   | MPC                           |
| 392664     | 2011 UY283 | 18 jul 2006 | Siding Spring | SSS                 | —         | MPC                           |
| 392665     | 2011 UH287 | 14 out 2007 | Mount Lemmon  | Mount Lemmon Survey | —         | MPC                           |
| 392666     | 2011 UV290 | 19 jan 2002 | Kitt Peak     | Spacewatch          | —         | MPC                           |
| 392667     | 2011 UV296 | 14 mai 2009 | Mount Lemmon  | Mount Lemmon Survey | —         | MPC                           |
| 392668     | 2011 UE302 | 25 nov 2000 | Kitt Peak     | Spacewatch          | —         | MPC                           |
| 392669     | 2011 UR305 | 22 abr 2010 | WISE          | WISE                | —         | MPC                           |
| 392670     | 2011 UV305 | 9 nov 2007  | Kitt Peak     | Spacewatch          | —         | MPC                           |
| 392671     | 2011 UN307 | 6 fev 2008  | Catalina      | CSS                 | —         | MPC                           |
| 392672     | 2011 UA322 | 12 abr 2010 | WISE          | WISE                | —         | MPC                           |
| 392673     | 2011 UN324 | 16 out 2007 | Mount Lemmon  | Mount Lemmon Survey | —         | MPC                           |
| 392674     | 2011 UR324 | 7 set 2011  | Kitt Peak     | Spacewatch          | —         | MPC                           |
| 392675     | 2011 UT339 | 10 nov 2006 | Kitt Peak     | Spacewatch          | —         | MPC                           |
| 392676     | 2011 UJ343 | 19 nov 2006 | Kitt Peak     | Spacewatch          | —         | MPC                           |
| 392677     | 2011 US344 | 17 mar 2004 | Kitt Peak     | Spacewatch          | Maria     | MPC                           |
| 392678     | 2011 UH348 | 30 nov 2006 | Kitt Peak     | Spacewatch          | —         | MPC                           |
| 392679     | 2011 UR355 | 20 set 2011 | Kitt Peak     | Spacewatch          | —         | MPC                           |
| 392680     | 2011 US357 | 14 nov 2006 | Kitt Peak     | Spacewatch          | —         | MPC                           |
| 392681     | 2011 UX376 | 12 dez 2006 | Kitt Peak     | Spacewatch          | —         | MPC                           |
| 392682     | 2011 UC405 | 29 ago 2006 | Catalina      | CSS                 | —         | MPC                           |
| 392683     | 2011 UP406 | 19 out 2007 | Catalina      | CSS                 | —         | MPC                           |
| 392684     | 2011 VP8   | 23 out 2006 | Mount Lemmon  | Mount Lemmon Survey | —         | MPC                           |
| 392685     | 2011 VT9   | 20 set 2011 | Mount Lemmon  | Mount Lemmon Survey | —         | MPC                           |
| 392686     | 2011 VY11  | 17 set 2010 | Catalina      | CSS                 | —         | MPC                           |
| 392687     | 2011 VY22  | 17 jul 1998 | Caussols      | ODAS                | —         | MPC                           |
| 392688     | 2011 WL4   | 20 abr 2009 | Mount Lemmon  | Mount Lemmon Survey | —         | MPC                           |
| 392689     | 2011 WG37  | 24 abr 2000 | Kitt Peak     | Spacewatch          | —         | MPC                           |
| 392690     | 2011 WW42  | 12 out 2010 | Mount Lemmon  | Mount Lemmon Survey | Vesta     | MPC                           |
| 392691     | 2011 WW46  | 23 dez 2006 | Mount Lemmon  | Mount Lemmon Survey | Brangane  | MPC                           |
| 392692     | 2011 WK47  | 11 mai 2005 | Kitt Peak     | Spacewatch          | —         | MPC                           |
| 392693     | 2011 WS48  | 15 mai 2009 | Kitt Peak     | Spacewatch          | Brangane  | MPC                           |
| 392694     | 2011 WR54  | 20 mai 2010 | WISE          | WISE                | —         | MPC                           |
| 392695     | 2011 WO56  | 10 nov 2005 | Mount Lemmon  | Mount Lemmon Survey | —         | MPC                           |
| 392696     | 2011 WS109 | 12 nov 2005 | Kitt Peak     | Spacewatch          | —         | MPC                           |
| 392697     | 2011 WK115 | 12 mar 2010 | WISE          | WISE                | Phocaea   | MPC                           |
| 392698     | 2011 WP140 | 20 out 2011 | Mount Lemmon  | Mount Lemmon Survey | —         | MPC                           |
| 392699     | 2011 WH141 | 17 nov 2006 | Kitt Peak     | Spacewatch          | Brangane  | MPC                           |
| 392700     | 2011 YA14  | 24 ago 2008 | Kitt Peak     | Spacewatch          | Vesta     | MPC                           |

## 392701–392800
| Designação            | Designação | Descoberta  | Descoberta       | Descobridor(es)         | Categoria | Mais informações / Referência |
| Permanente            | Provisória | Data        | Local            | Descobridor(es)         | Categoria | Mais informações / Referência |
| --------------------- | ---------- | ----------- | ---------------- | ----------------------- | --------- | ----------------------------- |
| 392701                | 2011 YK45  | 28 set 2008 | Mount Lemmon     | Mount Lemmon Survey     | Vesta     | MPC                           |
| 392702                | 2011 YD50  | 15 mai 2009 | Kitt Peak        | Spacewatch              | —         | MPC                           |
| 392703                | 2011 YD71  | 2 nov 2010  | Mount Lemmon     | Mount Lemmon Survey     | Vesta     | MPC                           |
| 392704                | 2012 AE1   | 18 abr 2007 | Mount Lemmon     | Mount Lemmon Survey     | —         | MPC                           |
| 392705                | 2012 BJ20  | 19 mar 1996 | Kitt Peak        | Spacewatch              | —         | MPC                           |
| 392706                | 2012 BJ31  | 15 dez 2004 | Campo Imperatore | CINEOS                  | —         | MPC                           |
| 392707                | 2012 BC48  | 28 mai 2009 | Mount Lemmon     | Mount Lemmon Survey     | —         | MPC                           |
| 392708                | 2012 BO117 | 16 out 1977 | Palomar          | PLS                     | —         | MPC                           |
| 392709                | 2012 BG122 | 13 fev 2002 | Kitt Peak        | Spacewatch              | —         | MPC                           |
| 392710                | 2012 BH132 | 8 ago 2004  | Socorro          | LINEAR                  | —         | MPC                           |
| 392711                | 2012 BW134 | 10 mar 2005 | Catalina         | CSS                     | —         | MPC                           |
| 392712                | 2012 BX136 | 2 fev 2010  | WISE             | WISE                    | Vesta     | MPC                           |
| 392713                | 2012 DB18  | 9 fev 2008  | Kitt Peak        | Spacewatch              | —         | MPC                           |
| 392714                | 2012 DE79  | 19 mar 2001 | Anderson Mesa    | LONEOS                  | —         | MPC                           |
| 392715                | 2012 FJ82  | 8 fev 2008  | Mount Lemmon     | Mount Lemmon Survey     | —         | MPC                           |
| 392716                | 2012 HN59  | 1 nov 2005  | Mount Lemmon     | Mount Lemmon Survey     | —         | MPC                           |
| 392717                | 2012 HM65  | 14 dez 1995 | Kitt Peak        | Spacewatch              | —         | MPC                           |
| 392718                | 2012 KN    | 15 jan 2010 | WISE             | WISE                    | Vesta     | MPC                           |
| 392719                | 2012 KT34  | 19 out 1998 | Kitt Peak        | Spacewatch              | —         | MPC                           |
| 392720                | 2012 MD15  | 6 set 2007  | Siding Spring    | SSS                     | Juno      | MPC                           |
| 392721                | 2012 PD    | 2 mar 1998  | Kitt Peak        | Spacewatch              | —         | MPC                           |
| 392722                | 2012 PM    | 14 set 2007 | Catalina         | CSS                     | —         | MPC                           |
| 392723                | 2012 PD24  | 6 out 2005  | Kitt Peak        | Spacewatch              | —         | MPC                           |
| 392724                | 2012 QF23  | 10 dez 2009 | Mount Lemmon     | Mount Lemmon Survey     | —         | MPC                           |
| 392725                | 2012 QY37  | 4 out 2004  | Kitt Peak        | Spacewatch              | —         | MPC                           |
| 392726                | 2012 QD39  | 12 ago 2012 | Siding Spring    | SSS                     | Phocaea   | MPC                           |
| 392727                | 2012 QB40  | 11 set 2004 | Socorro          | LINEAR                  | Juno      | MPC                           |
| 392728 Zdzisławłączny | 2012 QJ52  | 21 ago 2012 | Rantiga          | M. Żołnowski, M. Kusiak | —         | MPC                           |
| 392729                | 2012 RN1   | 20 set 2007 | Kitt Peak        | Spacewatch              | Juno      | MPC                           |
| 392730                | 2012 RN7   | 23 jan 2006 | Catalina         | CSS                     | —         | MPC                           |
| 392731                | 2012 RR9   | 8 abr 2006  | Catalina         | CSS                     | —         | MPC                           |
| 392732                | 2012 RO11  | 20 fev 2009 | Kitt Peak        | Spacewatch              | —         | MPC                           |
| 392733                | 2012 RN13  | 16 set 1998 | Kitt Peak        | Spacewatch              | —         | MPC                           |
| 392734                | 2012 RM20  | 1 dez 2008  | Mount Lemmon     | Mount Lemmon Survey     | —         | MPC                           |
| 392735                | 2012 RL22  | 14 mar 2010 | Kitt Peak        | Spacewatch              | —         | MPC                           |
| 392736                | 2012 RP29  | 25 dez 2005 | Mount Lemmon     | Mount Lemmon Survey     | Mitidika  | MPC                           |
| 392737                | 2012 RO30  | 10 set 2004 | Socorro          | LINEAR                  | —         | MPC                           |
| 392738                | 2012 RN32  | 27 jan 2007 | Kitt Peak        | Spacewatch              | —         | MPC                           |
| 392739                | 2012 SS11  | 18 set 2003 | Kitt Peak        | Spacewatch              | Flora     | MPC                           |
| 392740                | 2012 SS27  | 24 fev 2006 | Kitt Peak        | Spacewatch              | —         | MPC                           |
| 392741                | 2012 SQ31  | 27 dez 2009 | Kitt Peak        | Spacewatch              | —         | MPC                           |
| 392742                | 2012 SS31  | 7 out 2008  | Mount Lemmon     | Mount Lemmon Survey     | —         | MPC                           |
| 392743                | 2012 SG38  | 9 fev 2005  | Kitt Peak        | Spacewatch              | Maria     | MPC                           |
| 392744                | 2012 SQ54  | 22 out 2008 | Kitt Peak        | Spacewatch              | —         | MPC                           |
| 392745                | 2012 SD60  | 17 set 2012 | Kitt Peak        | Spacewatch              | —         | MPC                           |
| 392746                | 2012 SX62  | 9 out 2002  | Socorro          | LINEAR                  | —         | MPC                           |
| 392747                | 2012 TU2   | 20 set 2001 | Socorro          | LINEAR                  | —         | MPC                           |
| 392748                | 2012 TA3   | 1 out 2005  | Kitt Peak        | Spacewatch              | —         | MPC                           |
| 392749                | 2012 TF3   | 1 dez 2006  | Mount Lemmon     | Mount Lemmon Survey     | —         | MPC                           |
| 392750                | 2012 TD6   | 23 set 2008 | Mount Lemmon     | Mount Lemmon Survey     | —         | MPC                           |
| 392751                | 2012 TD9   | 12 set 2005 | Kitt Peak        | Spacewatch              | —         | MPC                           |
| 392752                | 2012 TK10  | 18 mar 2010 | Mount Lemmon     | Mount Lemmon Survey     | —         | MPC                           |
| 392753                | 2012 TP12  | 23 mai 2006 | Kitt Peak        | Spacewatch              | Phocaea   | MPC                           |
| 392754                | 2012 TQ15  | 5 nov 1999  | Kitt Peak        | Spacewatch              | Juno      | MPC                           |
| 392755                | 2012 TC17  | 7 dez 2005  | Kitt Peak        | Spacewatch              | Mitidika  | MPC                           |
| 392756                | 2012 TX21  | 10 out 2004 | Kitt Peak        | Spacewatch              | —         | MPC                           |
| 392757                | 2012 TH22  | 24 out 2009 | Kitt Peak        | Spacewatch              | —         | MPC                           |
| 392758                | 2012 TD32  | 30 nov 2005 | Mount Lemmon     | Mount Lemmon Survey     | —         | MPC                           |
| 392759                | 2012 TD34  | 11 mar 2011 | Mount Lemmon     | Mount Lemmon Survey     | —         | MPC                           |
| 392760                | 2012 TK35  | 2 dez 2005  | Kitt Peak        | L. H. Wasserman         | —         | MPC                           |
| 392761                | 2012 TT53  | 16 fev 2007 | Mount Lemmon     | Mount Lemmon Survey     | —         | MPC                           |
| 392762                | 2012 TC56  | 19 out 1995 | Kitt Peak        | Spacewatch              | —         | MPC                           |
| 392763                | 2012 TG56  | 10 abr 2010 | Mount Lemmon     | Mount Lemmon Survey     | —         | MPC                           |
| 392764                | 2012 TC57  | 27 mai 2006 | Kitt Peak        | Spacewatch              | —         | MPC                           |
| 392765                | 2012 TH57  | 25 out 2008 | Kitt Peak        | Spacewatch              | —         | MPC                           |
| 392766                | 2012 TJ57  | 29 set 2008 | Mount Lemmon     | Mount Lemmon Survey     | —         | MPC                           |
| 392767                | 2012 TT60  | 28 abr 2000 | Kitt Peak        | Spacewatch              | —         | MPC                           |
| 392768                | 2012 TJ62  | 4 jul 2005  | Kitt Peak        | Spacewatch              | —         | MPC                           |
| 392769                | 2012 TY70  | 30 set 2003 | Kitt Peak        | Spacewatch              | —         | MPC                           |
| 392770                | 2012 TK86  | 27 out 2005 | Kitt Peak        | Spacewatch              | —         | MPC                           |
| 392771                | 2012 TO88  | 11 mar 2005 | Mount Lemmon     | Mount Lemmon Survey     | —         | MPC                           |
| 392772                | 2012 TO91  | 29 out 2005 | Mount Lemmon     | Mount Lemmon Survey     | Mitidika  | MPC                           |
| 392773                | 2012 TG92  | 7 abr 2006  | Mount Lemmon     | Mount Lemmon Survey     | —         | MPC                           |
| 392774                | 2012 TW92  | 11 mar 2007 | Kitt Peak        | Spacewatch              | —         | MPC                           |
| 392775                | 2012 TX92  | 2 dez 2005  | Kitt Peak        | Spacewatch              | —         | MPC                           |
| 392776                | 2012 TT95  | 8 mar 2005  | Mount Lemmon     | Mount Lemmon Survey     | —         | MPC                           |
| 392777                | 2012 TO104 | 5 mai 2006  | Kitt Peak        | Spacewatch              | —         | MPC                           |
| 392778                | 2012 TU105 | 16 nov 2006 | Mount Lemmon     | Mount Lemmon Survey     | —         | MPC                           |
| 392779                | 2012 TZ107 | 25 abr 2004 | Kitt Peak        | Spacewatch              | —         | MPC                           |
| 392780                | 2012 TW111 | 13 abr 2002 | Kitt Peak        | Spacewatch              | —         | MPC                           |
| 392781                | 2012 TR114 | 15 jan 2005 | Catalina         | CSS                     | —         | MPC                           |
| 392782                | 2012 TC119 | 20 nov 2009 | Kitt Peak        | Spacewatch              | —         | MPC                           |
| 392783                | 2012 TF129 | 30 set 2003 | Kitt Peak        | Spacewatch              | —         | MPC                           |
| 392784                | 2012 TG130 | 14 dez 2004 | Socorro          | LINEAR                  | —         | MPC                           |
| 392785                | 2012 TU142 | 3 nov 2008  | Catalina         | CSS                     | Meliboea  | MPC                           |
| 392786                | 2012 TF150 | 2 dez 2005  | Kitt Peak        | Spacewatch              | —         | MPC                           |
| 392787                | 2012 TN153 | 25 set 2007 | Mount Lemmon     | Mount Lemmon Survey     | —         | MPC                           |
| 392788                | 2012 TD161 | 16 abr 2007 | Mount Lemmon     | Mount Lemmon Survey     | —         | MPC                           |
| 392789                | 2012 TS163 | 16 jan 2010 | WISE             | WISE                    | —         | MPC                           |
| 392790                | 2012 TO165 | 24 dez 2005 | Kitt Peak        | Spacewatch              | —         | MPC                           |
| 392791                | 2012 TZ168 | 13 mar 2007 | Mount Lemmon     | Mount Lemmon Survey     | —         | MPC                           |
| 392792                | 2012 TV176 | 15 fev 2010 | Mount Lemmon     | Mount Lemmon Survey     | —         | MPC                           |
| 392793                | 2012 TQ185 | 20 nov 2003 | Socorro          | LINEAR                  | —         | MPC                           |
| 392794                | 2012 TH186 | 5 abr 2010  | Kitt Peak        | Spacewatch              | —         | MPC                           |
| 392795                | 2012 TK186 | 18 mar 2004 | Kitt Peak        | Spacewatch              | —         | MPC                           |
| 392796                | 2012 TV187 | 21 mar 2004 | Kitt Peak        | Spacewatch              | —         | MPC                           |
| 392797                | 2012 TP188 | 18 fev 2010 | Mount Lemmon     | Mount Lemmon Survey     | —         | MPC                           |
| 392798                | 2012 TB190 | 19 set 2012 | Mount Lemmon     | Mount Lemmon Survey     | —         | MPC                           |
| 392799                | 2012 TS192 | 1 dez 2005  | Kitt Peak        | Spacewatch              | —         | MPC                           |
| 392800                | 2012 TL194 | 24 mar 2006 | Mount Lemmon     | Mount Lemmon Survey     | —         | MPC                           |

## 392801–392900
| Designação | Designação | Descoberta  | Descoberta       | Descobridor(es)     | Categoria | Mais informações / Referência |
| Permanente | Provisória | Data        | Local            | Descobridor(es)     | Categoria | Mais informações / Referência |
| ---------- | ---------- | ----------- | ---------------- | ------------------- | --------- | ----------------------------- |
| 392801     | 2012 TS197 | 26 fev 2001 | Cima Ekar        | ADAS                | Phocaea   | MPC                           |
| 392802     | 2012 TN198 | 20 nov 2008 | Mount Lemmon     | Mount Lemmon Survey | —         | MPC                           |
| 392803     | 2012 TS206 | 26 out 2008 | Kitt Peak        | Spacewatch          | —         | MPC                           |
| 392804     | 2012 TL210 | 10 out 2007 | Catalina         | CSS                 | —         | MPC                           |
| 392805     | 2012 TA213 | 11 out 1997 | Kitt Peak        | Spacewatch          | —         | MPC                           |
| 392806     | 2012 TT213 | 19 nov 1996 | Kitt Peak        | Spacewatch          | —         | MPC                           |
| 392807     | 2012 TD223 | 10 set 2007 | Kitt Peak        | Spacewatch          | —         | MPC                           |
| 392808     | 2012 TD232 | 21 ago 2003 | Campo Imperatore | CINEOS              | Phocaea   | MPC                           |
| 392809     | 2012 TG241 | 10 abr 2010 | Mount Lemmon     | Mount Lemmon Survey | —         | MPC                           |
| 392810     | 2012 TC242 | 24 jun 2011 | Mount Lemmon     | Mount Lemmon Survey | —         | MPC                           |
| 392811     | 2012 TR243 | 17 fev 2010 | Kitt Peak        | Spacewatch          | —         | MPC                           |
| 392812     | 2012 TX245 | 28 ago 2012 | Mount Lemmon     | Mount Lemmon Survey | —         | MPC                           |
| 392813     | 2012 TF257 | 1 dez 2008  | Mount Lemmon     | Mount Lemmon Survey | —         | MPC                           |
| 392814     | 2012 TH258 | 25 abr 2004 | Kitt Peak        | Spacewatch          | —         | MPC                           |
| 392815     | 2012 TF276 | 6 set 2008  | Mount Lemmon     | Mount Lemmon Survey | —         | MPC                           |
| 392816     | 2012 TR282 | 5 out 2012  | Kitt Peak        | Spacewatch          | —         | MPC                           |
| 392817     | 2012 TZ283 | 13 jan 1996 | Kitt Peak        | Spacewatch          | —         | MPC                           |
| 392818     | 2012 TY286 | 4 mai 2006  | Kitt Peak        | Spacewatch          | Phocaea   | MPC                           |
| 392819     | 2012 TY290 | 20 nov 2003 | Socorro          | LINEAR              | —         | MPC                           |
| 392820     | 2012 TE293 | 4 mar 1994  | Kitt Peak        | Spacewatch          | —         | MPC                           |
| 392821     | 2012 TU294 | 14 out 2012 | Kitt Peak        | Spacewatch          | —         | MPC                           |
| 392822     | 2012 TJ295 | 25 set 1998 | Kitt Peak        | Spacewatch          | —         | MPC                           |
| 392823     | 2012 TP297 | 24 nov 2008 | Mount Lemmon     | Mount Lemmon Survey | —         | MPC                           |
| 392824     | 2012 TD300 | 13 set 2005 | Kitt Peak        | Spacewatch          | —         | MPC                           |
| 392825     | 2012 TP302 | 20 out 2003 | Kitt Peak        | Spacewatch          | —         | MPC                           |
| 392826     | 2012 TT302 | 24 ago 2007 | Kitt Peak        | Spacewatch          | Eos       | MPC                           |
| 392827     | 2012 TU303 | 14 abr 1997 | Kitt Peak        | Spacewatch          | —         | MPC                           |
| 392828     | 2012 TJ305 | 19 nov 2008 | Mount Lemmon     | Mount Lemmon Survey | Phocaea   | MPC                           |
| 392829     | 2012 TL305 | 25 mai 2006 | Kitt Peak        | Spacewatch          | —         | MPC                           |
| 392830     | 2012 TD308 | 28 ago 2006 | Kitt Peak        | Spacewatch          | —         | MPC                           |
| 392831     | 2012 TJ308 | 20 jan 2009 | Socorro          | LINEAR              | —         | MPC                           |
| 392832     | 2012 TE314 | 12 nov 2001 | Socorro          | LINEAR              | —         | MPC                           |
| 392833     | 2012 TJ316 | 16 fev 2010 | Mount Lemmon     | Mount Lemmon Survey | —         | MPC                           |
| 392834     | 2012 TZ317 | 21 nov 2008 | Kitt Peak        | Spacewatch          | —         | MPC                           |
| 392835     | 2012 UW5   | 12 abr 2004 | Kitt Peak        | Spacewatch          | —         | MPC                           |
| 392836     | 2012 UT6   | 12 jun 1997 | Kitt Peak        | Spacewatch          | —         | MPC                           |
| 392837     | 2012 UE10  | 10 dez 2005 | Kitt Peak        | Spacewatch          | —         | MPC                           |
| 392838     | 2012 UO16  | 17 abr 2010 | Mount Lemmon     | Mount Lemmon Survey | —         | MPC                           |
| 392839     | 2012 UV22  | 4 set 2008  | Kitt Peak        | Spacewatch          | —         | MPC                           |
| 392840     | 2012 UX26  | 10 jan 2007 | Kitt Peak        | Spacewatch          | —         | MPC                           |
| 392841     | 2012 UY28  | 23 mar 2006 | Mount Lemmon     | Mount Lemmon Survey | —         | MPC                           |
| 392842     | 2012 UM30  | 16 dez 2004 | Kitt Peak        | Spacewatch          | —         | MPC                           |
| 392843     | 2012 UC33  | 4 jun 2011  | Mount Lemmon     | Mount Lemmon Survey | —         | MPC                           |
| 392844     | 2012 UH36  | 26 ago 2001 | Anderson Mesa    | LONEOS              | —         | MPC                           |
| 392845     | 2012 UD38  | 22 out 2005 | Kitt Peak        | Spacewatch          | —         | MPC                           |
| 392846     | 2012 UZ38  | 25 out 2005 | Anderson Mesa    | LONEOS              | —         | MPC                           |
| 392847     | 2012 UK39  | 30 nov 2008 | Kitt Peak        | Spacewatch          | —         | MPC                           |
| 392848     | 2012 UQ51  | 30 dez 2008 | Mount Lemmon     | Mount Lemmon Survey | —         | MPC                           |
| 392849     | 2012 UC56  | 14 out 2001 | Socorro          | LINEAR              | —         | MPC                           |
| 392850     | 2012 UA58  | 22 out 2003 | Kitt Peak        | Spacewatch          | —         | MPC                           |
| 392851     | 2012 UD59  | 15 out 2001 | Kitt Peak        | Spacewatch          | Brangane  | MPC                           |
| 392852     | 2012 UT60  | 13 abr 2004 | Kitt Peak        | Spacewatch          | —         | MPC                           |
| 392853     | 2012 UA64  | 1 jan 2008  | Catalina         | CSS                 | —         | MPC                           |
| 392854     | 2012 UP69  | 28 abr 2003 | Kitt Peak        | Spacewatch          | —         | MPC                           |
| 392855     | 2012 UM70  | 31 dez 2008 | Catalina         | CSS                 | —         | MPC                           |
| 392856     | 2012 UC73  | 21 out 2008 | Kitt Peak        | Spacewatch          | —         | MPC                           |
| 392857     | 2012 UG73  | 18 abr 2007 | Kitt Peak        | Spacewatch          | —         | MPC                           |
| 392858     | 2012 US74  | 18 abr 2007 | Kitt Peak        | Spacewatch          | —         | MPC                           |
| 392859     | 2012 UP77  | 6 nov 2005  | Kitt Peak        | Spacewatch          | —         | MPC                           |
| 392860     | 2012 UC79  | 3 dez 2007  | Kitt Peak        | Spacewatch          | —         | MPC                           |
| 392861     | 2012 UL81  | 11 nov 2007 | Mount Lemmon     | Mount Lemmon Survey | —         | MPC                           |
| 392862     | 2012 UR83  | 19 nov 2003 | Anderson Mesa    | LONEOS              | —         | MPC                           |
| 392863     | 2012 UO85  | 5 set 2002  | Anderson Mesa    | LONEOS              | —         | MPC                           |
| 392864     | 2012 UX86  | 7 abr 2006  | Kitt Peak        | Spacewatch          | Phocaea   | MPC                           |
| 392865     | 2012 UW89  | 11 out 2007 | Kitt Peak        | Spacewatch          | —         | MPC                           |
| 392866     | 2012 UG93  | 1 out 2008  | Mount Lemmon     | Mount Lemmon Survey | —         | MPC                           |
| 392867     | 2012 UW93  | 9 jan 2005  | Catalina         | CSS                 | Phocaea   | MPC                           |
| 392868     | 2012 UV95  | 23 fev 2007 | Kitt Peak        | Spacewatch          | —         | MPC                           |
| 392869     | 2012 UW100 | 2 fev 2005  | Kitt Peak        | Spacewatch          | —         | MPC                           |
| 392870     | 2012 UO101 | 5 nov 2007  | Kitt Peak        | Spacewatch          | —         | MPC                           |
| 392871     | 2012 UN105 | 9 out 2008  | Mount Lemmon     | Mount Lemmon Survey | —         | MPC                           |
| 392872     | 2012 UR108 | 7 abr 2006  | Kitt Peak        | Spacewatch          | —         | MPC                           |
| 392873     | 2012 UN114 | 21 nov 2009 | Kitt Peak        | Spacewatch          | —         | MPC                           |
| 392874     | 2012 UJ116 | 25 out 2003 | Kitt Peak        | Spacewatch          | —         | MPC                           |
| 392875     | 2012 UO118 | 18 nov 2003 | Kitt Peak        | Spacewatch          | —         | MPC                           |
| 392876     | 2012 UV125 | 24 out 2005 | Kitt Peak        | Spacewatch          | —         | MPC                           |
| 392877     | 2012 UW148 | 10 dez 2004 | Kitt Peak        | Spacewatch          | —         | MPC                           |
| 392878     | 2012 UU151 | 21 out 2008 | Mount Lemmon     | Mount Lemmon Survey | Phocaea   | MPC                           |
| 392879     | 2012 UX161 | 26 abr 2009 | Siding Spring    | SSS                 | —         | MPC                           |
| 392880     | 2012 UO165 | 11 abr 2005 | Mount Lemmon     | Mount Lemmon Survey | —         | MPC                           |
| 392881     | 2012 UV168 | 3 nov 2005  | Mount Lemmon     | Mount Lemmon Survey | —         | MPC                           |
| 392882     | 2012 UH172 | 23 ago 2008 | Kitt Peak        | Spacewatch          | —         | MPC                           |
| 392883     | 2012 UJ174 | 11 nov 2007 | Mount Lemmon     | Mount Lemmon Survey | Juno      | MPC                           |
| 392884     | 2012 US174 | 8 out 2007  | Kitt Peak        | Spacewatch          | —         | MPC                           |
| 392885     | 2012 VW7   | 27 set 2006 | Kitt Peak        | Spacewatch          | —         | MPC                           |
| 392886     | 2012 VX12  | 4 jun 2011  | Mount Lemmon     | Mount Lemmon Survey | —         | MPC                           |
| 392887     | 2012 VD17  | 21 nov 2003 | Socorro          | LINEAR              | —         | MPC                           |
| 392888     | 2012 VK24  | 15 mai 2001 | Anderson Mesa    | LONEOS              | —         | MPC                           |
| 392889     | 2012 VE31  | 9 jun 2007  | Kitt Peak        | Spacewatch          | —         | MPC                           |
| 392890     | 2012 VY31  | 30 nov 2008 | Kitt Peak        | Spacewatch          | —         | MPC                           |
| 392891     | 2012 VM33  | 18 dez 2009 | Mount Lemmon     | Mount Lemmon Survey | —         | MPC                           |
| 392892     | 2012 VO33  | 18 dez 2004 | Kitt Peak        | Spacewatch          | —         | MPC                           |
| 392893     | 2012 VW33  | 12 set 2007 | Anderson Mesa    | LONEOS              | —         | MPC                           |
| 392894     | 2012 VA34  | 25 set 2006 | Kitt Peak        | Spacewatch          | —         | MPC                           |
| 392895     | 2012 VR38  | 23 set 2005 | Kitt Peak        | Spacewatch          | —         | MPC                           |
| 392896     | 2012 VC42  | 14 nov 2007 | Kitt Peak        | Spacewatch          | —         | MPC                           |
| 392897     | 2012 VH42  | 22 mar 2009 | Mount Lemmon     | Mount Lemmon Survey | —         | MPC                           |
| 392898     | 2012 VX42  | 30 out 2008 | Mount Lemmon     | Mount Lemmon Survey | —         | MPC                           |
| 392899     | 2012 VY43  | 1 dez 2008  | Kitt Peak        | Spacewatch          | —         | MPC                           |
| 392900     | 2012 VF49  | 8 nov 2007  | Mount Lemmon     | Mount Lemmon Survey | —         | MPC                           |

## 392901–393000
| Designação | Designação | Descoberta  | Descoberta    | Descobridor(es)     | Categoria | Mais informações / Referência |
| Permanente | Provisória | Data        | Local         | Descobridor(es)     | Categoria | Mais informações / Referência |
| ---------- | ---------- | ----------- | ------------- | ------------------- | --------- | ----------------------------- |
| 392901     | 2012 VP51  | 19 set 2007 | Kitt Peak     | Spacewatch          | —         | MPC                           |
| 392902     | 2012 VQ51  | 17 dez 2001 | Socorro       | LINEAR              | —         | MPC                           |
| 392903     | 2012 VA55  | 29 dez 2008 | Mount Lemmon  | Mount Lemmon Survey | —         | MPC                           |
| 392904     | 2012 VL55  | 14 mai 2004 | Kitt Peak     | Spacewatch          | —         | MPC                           |
| 392905     | 2012 VQ55  | 25 mai 2006 | Kitt Peak     | Spacewatch          | —         | MPC                           |
| 392906     | 2012 VK56  | 19 nov 2009 | Kitt Peak     | Spacewatch          | —         | MPC                           |
| 392907     | 2012 VV56  | 16 out 2003 | Anderson Mesa | LONEOS              | —         | MPC                           |
| 392908     | 2012 VM60  | 18 nov 2008 | Kitt Peak     | Spacewatch          | —         | MPC                           |
| 392909     | 2012 VX61  | 23 out 2003 | Kitt Peak     | Spacewatch          | —         | MPC                           |
| 392910     | 2012 VP64  | 17 abr 2005 | Kitt Peak     | Spacewatch          | —         | MPC                           |
| 392911     | 2012 VH74  | 17 out 1995 | Kitt Peak     | Spacewatch          | —         | MPC                           |
| 392912     | 2012 VR77  | 20 mar 2010 | Kitt Peak     | Spacewatch          | —         | MPC                           |
| 392913     | 2012 VC83  | 16 fev 2010 | Kitt Peak     | Spacewatch          | —         | MPC                           |
| 392914     | 2012 VJ84  | 1 fev 2001  | Kitt Peak     | Spacewatch          | —         | MPC                           |
| 392915     | 2012 VK86  | 20 set 2007 | Kitt Peak     | Spacewatch          | —         | MPC                           |
| 392916     | 2012 VE87  | 10 mar 2007 | Mount Lemmon  | Mount Lemmon Survey | —         | MPC                           |
| 392917     | 2012 VF87  | 24 ago 2008 | Kitt Peak     | Spacewatch          | —         | MPC                           |
| 392918     | 2012 VL88  | 15 dez 2007 | Mount Lemmon  | Mount Lemmon Survey | —         | MPC                           |
| 392919     | 2012 VQ88  | 10 mai 2007 | Mount Lemmon  | Mount Lemmon Survey | —         | MPC                           |
| 392920     | 2012 VP91  | 21 abr 2006 | Kitt Peak     | Spacewatch          | —         | MPC                           |
| 392921     | 2012 VQ91  | 16 dez 2007 | Mount Lemmon  | Mount Lemmon Survey | —         | MPC                           |
| 392922     | 2012 VF92  | 30 dez 2000 | Kitt Peak     | Spacewatch          | —         | MPC                           |
| 392923     | 2012 VN92  | 6 jan 2005  | Catalina      | CSS                 | —         | MPC                           |
| 392924     | 2012 VW96  | 20 abr 2007 | Kitt Peak     | Spacewatch          | —         | MPC                           |
| 392925     | 2012 VZ96  | 6 nov 2012  | Kitt Peak     | Spacewatch          | —         | MPC                           |
| 392926     | 2012 VO97  | 2 mai 2006  | Mount Lemmon  | Mount Lemmon Survey | —         | MPC                           |
| 392927     | 2012 VX98  | 22 dez 2003 | Socorro       | LINEAR              | —         | MPC                           |
| 392928     | 2012 VR104 | 5 dez 2008  | Mount Lemmon  | Mount Lemmon Survey | —         | MPC                           |
| 392929     | 2012 VS107 | 4 dez 2008  | Mount Lemmon  | Mount Lemmon Survey | —         | MPC                           |
| 392930     | 2012 VX107 | 14 nov 2007 | Kitt Peak     | Spacewatch          | —         | MPC                           |
| 392931     | 2012 VY107 | 10 abr 2010 | Mount Lemmon  | Mount Lemmon Survey | —         | MPC                           |
| 392932     | 2012 VC108 | 24 mar 2006 | Kitt Peak     | Spacewatch          | —         | MPC                           |
| 392933     | 2012 VV108 | 15 out 2001 | Kitt Peak     | Spacewatch          | —         | MPC                           |
| 392934     | 2012 VM110 | 1 out 2003  | Kitt Peak     | Spacewatch          | —         | MPC                           |
| 392935     | 2012 VX110 | 16 jan 2005 | Kitt Peak     | Spacewatch          | —         | MPC                           |
| 392936     | 2012 VS112 | 15 jan 2009 | Kitt Peak     | Spacewatch          | —         | MPC                           |
| 392937     | 2012 WN1   | 24 out 2008 | Kitt Peak     | Spacewatch          | —         | MPC                           |
| 392938     | 2012 WP1   | 20 fev 2002 | Kitt Peak     | Spacewatch          | —         | MPC                           |
| 392939     | 2012 WN3   | 16 fev 2010 | Mount Lemmon  | Mount Lemmon Survey | —         | MPC                           |
| 392940     | 2012 WU3   | 24 out 2005 | Kitt Peak     | Spacewatch          | —         | MPC                           |
| 392941     | 2012 WZ3   | 20 jan 2009 | Catalina      | CSS                 | —         | MPC                           |
| 392942     | 2012 WU5   | 13 set 2007 | Mount Lemmon  | Mount Lemmon Survey | —         | MPC                           |
| 392943     | 2012 WV7   | 29 out 2008 | Kitt Peak     | Spacewatch          | —         | MPC                           |
| 392944     | 2012 WN8   | 14 nov 2007 | Kitt Peak     | Spacewatch          | —         | MPC                           |
| 392945     | 2012 WN9   | 21 dez 2008 | Socorro       | LINEAR              | —         | MPC                           |
| 392946     | 2012 WX9   | 22 abr 2004 | Kitt Peak     | Spacewatch          | —         | MPC                           |
| 392947     | 2012 WC13  | 28 set 2003 | Kitt Peak     | Spacewatch          | —         | MPC                           |
| 392948     | 2012 WJ13  | 28 ago 2006 | Kitt Peak     | Spacewatch          | —         | MPC                           |
| 392949     | 2012 WK15  | 19 dez 2004 | Mount Lemmon  | Mount Lemmon Survey | —         | MPC                           |
| 392950     | 2012 WK18  | 2 fev 2005  | Kitt Peak     | Spacewatch          | —         | MPC                           |
| 392951     | 2012 WY18  | 1 out 2003  | Anderson Mesa | LONEOS              | —         | MPC                           |
| 392952     | 2012 WT20  | 18 mar 2009 | Catalina      | CSS                 | —         | MPC                           |
| 392953     | 2012 WT23  | 12 out 2007 | Catalina      | CSS                 | —         | MPC                           |
| 392954     | 2012 WG25  | 12 dez 1998 | Kitt Peak     | Spacewatch          | —         | MPC                           |
| 392955     | 2012 WJ25  | 29 nov 2003 | Kitt Peak     | Spacewatch          | —         | MPC                           |
| 392956     | 2012 WK26  | 9 set 2007  | Kitt Peak     | Spacewatch          | —         | MPC                           |
| 392957     | 2012 WF27  | 8 mai 2006  | Mount Lemmon  | Mount Lemmon Survey | —         | MPC                           |
| 392958     | 2012 WK28  | 13 dez 2006 | Kitt Peak     | Spacewatch          | —         | MPC                           |
| 392959     | 2012 WC29  | 21 ago 2004 | Siding Spring | SSS                 | —         | MPC                           |
| 392960     | 2012 WZ29  | 23 out 1997 | Kitt Peak     | Spacewatch          | —         | MPC                           |
| 392961     | 2012 WC35  | 8 nov 2007  | Mount Lemmon  | Mount Lemmon Survey | —         | MPC                           |
| 392962     | 2012 XU2   | 11 mai 2010 | Mount Lemmon  | Mount Lemmon Survey | Brangane  | MPC                           |
| 392963     | 2012 XE5   | 24 fev 2006 | Kitt Peak     | Spacewatch          | —         | MPC                           |
| 392964     | 2012 XW7   | 22 mai 2010 | Siding Spring | SSS                 | —         | MPC                           |
| 392965     | 2012 XQ10  | 15 dez 2004 | Socorro       | LINEAR              | —         | MPC                           |
| 392966     | 2012 XF11  | 28 set 2008 | Catalina      | CSS                 | —         | MPC                           |
| 392967     | 2012 XN12  | 15 mar 2007 | Mount Lemmon  | Mount Lemmon Survey | —         | MPC                           |
| 392968     | 2012 XS17  | 4 dez 2008  | Kitt Peak     | Spacewatch          | —         | MPC                           |
| 392969     | 2012 XT21  | 10 mar 2005 | Mount Lemmon  | Mount Lemmon Survey | Themis    | MPC                           |
| 392970     | 2012 XM24  | 9 abr 2010  | Kitt Peak     | Spacewatch          | —         | MPC                           |
| 392971     | 2012 XS27  | 8 out 2008  | Mount Lemmon  | Mount Lemmon Survey | —         | MPC                           |
| 392972     | 2012 XS29  | 23 fev 2003 | Kitt Peak     | Spacewatch          | —         | MPC                           |
| 392973     | 2012 XJ33  | 19 dez 2007 | Mount Lemmon  | Mount Lemmon Survey | —         | MPC                           |
| 392974     | 2012 XK40  | 10 out 2007 | Mount Lemmon  | Mount Lemmon Survey | —         | MPC                           |
| 392975     | 2012 XA41  | 6 jan 2005  | Catalina      | CSS                 | Phocaea   | MPC                           |
| 392976     | 2012 XV42  | 1 jan 2003  | Kitt Peak     | Spacewatch          | —         | MPC                           |
| 392977     | 2012 XC43  | 12 jun 2004 | Kitt Peak     | Spacewatch          | —         | MPC                           |
| 392978     | 2012 XR43  | 10 out 2007 | Mount Lemmon  | Mount Lemmon Survey | —         | MPC                           |
| 392979     | 2012 XW46  | 15 jan 2010 | WISE          | WISE                | —         | MPC                           |
| 392980     | 2012 XJ47  | 15 mar 2008 | Kitt Peak     | Spacewatch          | Ursula    | MPC                           |
| 392981     | 2012 XU49  | 1 jan 2009  | Mount Lemmon  | Mount Lemmon Survey | —         | MPC                           |
| 392982     | 2012 XS57  | 29 dez 2008 | Mount Lemmon  | Mount Lemmon Survey | —         | MPC                           |
| 392983     | 2012 XY58  | 19 dez 2004 | Anderson Mesa | LONEOS              | Phocaea   | MPC                           |
| 392984     | 2012 XZ58  | 10 nov 2001 | Socorro       | LINEAR              | —         | MPC                           |
| 392985     | 2012 XY59  | 31 jan 2009 | Mount Lemmon  | Mount Lemmon Survey | —         | MPC                           |
| 392986     | 2012 XM63  | 16 jan 2008 | Mount Lemmon  | Mount Lemmon Survey | —         | MPC                           |
| 392987     | 2012 XJ64  | 14 fev 2004 | Kitt Peak     | Spacewatch          | —         | MPC                           |
| 392988     | 2012 XF69  | 8 nov 2008  | Mount Lemmon  | Mount Lemmon Survey | —         | MPC                           |
| 392989     | 2012 XZ79  | 26 out 2005 | Kitt Peak     | Spacewatch          | —         | MPC                           |
| 392990     | 2012 XY83  | 13 nov 2006 | Catalina      | CSS                 | —         | MPC                           |
| 392991     | 2012 XN94  | 18 nov 2007 | Mount Lemmon  | Mount Lemmon Survey | —         | MPC                           |
| 392992     | 2012 XT94  | 8 dez 2005  | Kitt Peak     | Spacewatch          | —         | MPC                           |
| 392993     | 2012 XF100 | 6 out 1999  | Socorro       | LINEAR              | —         | MPC                           |
| 392994     | 2012 XM104 | 17 nov 2006 | Mount Lemmon  | Mount Lemmon Survey | —         | MPC                           |
| 392995     | 2012 XZ110 | 9 set 2007  | Kitt Peak     | Spacewatch          | —         | MPC                           |
| 392996     | 2012 XA118 | 19 dez 2007 | Mount Lemmon  | Mount Lemmon Survey | —         | MPC                           |
| 392997     | 2012 XM118 | 25 nov 2006 | Kitt Peak     | Spacewatch          | —         | MPC                           |
| 392998     | 2012 XN119 | 18 dez 2003 | Kitt Peak     | Spacewatch          | —         | MPC                           |
| 392999     | 2012 XR119 | 2 dez 1996  | Kitt Peak     | Spacewatch          | Brangane  | MPC                           |
| 393000     | 2012 XK120 | 18 set 2003 | Socorro       | LINEAR              | —         | MPC                           |